# Giralda
La Giralda es la torre campanario de la catedral de Santa María de la Sede de la ciudad de Sevilla, en Andalucía (España). La parte inferior de la torre corresponde al alminar de la antigua mezquita de la ciudad, de finales del siglo XII, levantado en época almohade, mientras que la parte superior es una construcción sobrepuesta en el siglo XVI, en época cristiana, para albergar el cuerpo de campanas. En su cúspide se halla una estatua de bronce que representa el Triunfo de la Fe y que tiene función de veleta, el Giraldillo. Mide 94,69 m metros de altura.
El 29 de diciembre de 1928 la catedral, incluida la Giralda, fue declarada Monumento Nacional. En 1987 el conjunto del Alcázar, el Archivo de Indias y la catedral, con su torre, fueron considerados Patrimonio de la Humanidad.
Existen réplicas y edificios inspirados en ella en España y en varios países del mundo.

## Historia

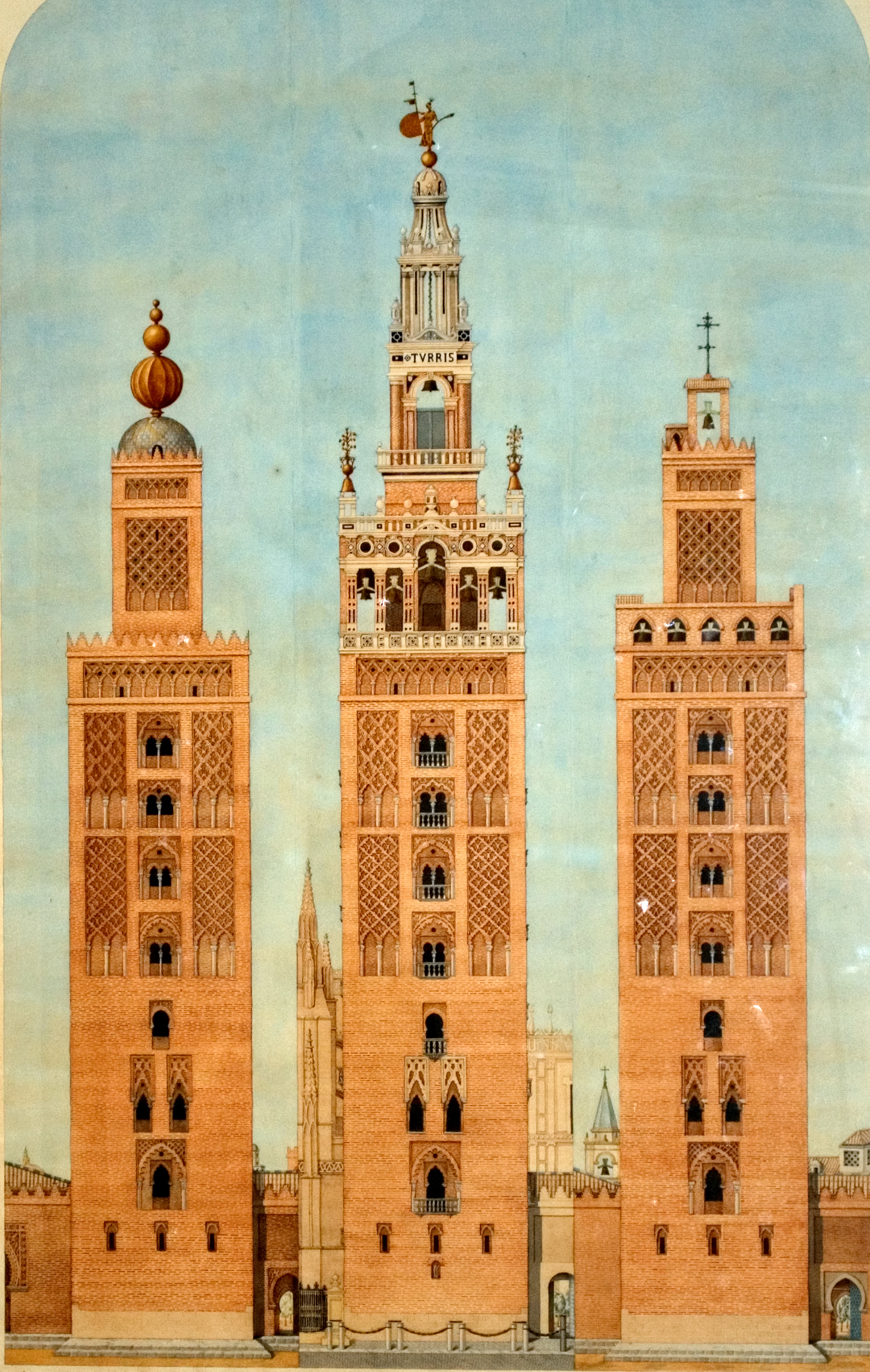
Lámina de Alejandro Guichot que muestra los tres estados de la Giralda. A la izquierda la primitiva torre almohade, a la derecha una fase intermedia después de la caída del yamur que coronaba la torre (1356), y en el centro la torre actual, con el remate renacentista del campanario.

### Período almohade
Durante el período almohade, Abu Yaacub Yúsuf, que gobernó entre 1163 y 1184, y Abu Yúsuf al-Mansur, que gobernó entre 1184 y 1199, pusieron la capital de Al-Ándalus en Isbiliya (Sevilla). Esto trajo a la ciudad una actualización de sus infraestructuras procediéndose a la construcción de algunas grandes edificaciones.
La primera mezquita mayor, construida en el 829 y situada donde actualmente está la iglesia del Salvador, se quedó pequeña. En 1172 se inició la construcción de una nueva, encargándose de ello el jefe de los arquitectos, Ahmad Ben Baso y los arquitectos constructores de Marrakech y Fez. En 1176 se paralizó la construcción por la marcha a África del califa, cuando solo faltaba por instalar la solería y las  vidrieras. Con posterioridad, el 14 de abril de 1182, Abu Yaacub Yúsuf pronunció la primera jutba en la mezquita.
El 26 de mayo de 1184 Abu Yaacub Yúsuf mandó construir el alminar cuando llegó a Sevilla de paso para su campaña contra Santarém. También mandó construir una muralla que quedaría unida al alminar. Sin embargo, las obras no empezaron en aquel momento.
Salió el califa el 7 de junio, hacia Badajoz, para luego dirigirse al oeste para sitiar la población de Santarém a la que llegó el 27 de junio. Esta ciudad estaba defendida por Alfonso I de Portugal. El asedio duró hasta julio de 1184 y el 29 de julio  resultó muerto en combate. El nuevo califa, Abu Yúsuf al-Mansur (conocido entre sus súbditos como Muminin) fue proclamado el 10 de agosto de 1184, en el Alcázar de Sevilla.
La construcción del alminar debió comenzar en otoño de 1184. El que inició su construcción fue Ahmad Ben Baso. En la excavación para la cimentación encontró un manantial que fue cegado con piedras y cal, creando una superficie plana sobre la que situar los cimientos. Sondeos realizados en 1987 parecen evidenciar que los cimientos alcanzaron un máximo de cerca de nueve metros de profundidad, con una base cuadrada de 17,50 metros de lado.
Las piedras que se emplearon, llamadas tayud al adi, fueron extraídas del muro del palacio del Alcázar de Ibn Abbad. Los muros de este palacio tenían características defensivas. Las piedras fueron bajadas sin necesidad de escaleras, ya que a estos muros se ascendía por una cuesta apta para caballos.
En la década de 1990 se descubrieron siete aras romanas embutidas en la primera hilada de pavimentación. En la esquina suroriental, una de las aras, datada en la segunda mitad del siglo II d. C., conserva un epígrafe dedicado a un "difusor oleario" llamado M. Iulius Hermesianus, procedente de Astigi, donde han aparecido otras inscripciones referentes a la misma persona.
Las obras se paralizaron entre 1184 y 1185, cuando fue destituido Ibn Said, el almojarife encargado del registro de los gastos, hasta que llegó para sustituirle Abu Bakr entre 1188 y 1189. Entonces se reanudaron las obras, a cargo del alarife Alí al-Gumari (también conocido como Alí de Gomara), con ladrillo. La torre está realizada de este material a partir de los dos metros del suelo. Las obras continuaron de forma intermitente a causa de los frecuentes viajes que el alarife hacía a Marrakech.
El 19 de julio de 1195 Abu Yaacub al-Mansur derrotó a Alfonso VIII de Castilla en la batalla de Alarcos. Al regresar ordenó la realización de unas grandes esferas de bronce dorado para ser colocadas en la parte superior del alminar. También encargó que estas se situaran sobre una marqaba con una columna grande de hierro cuya base se cimentaba en el alminar. Un cronista del siglo XIV, Ibn Abi Zar, nos dice que estas esferas fueron realizadas por Abul Layz al-Sigilli, que en su dorado se gastaron 100.000 dinares de oro y que, dadas las enormes dimensiones de la bola mayor, no entró por la puerta de los Almuédanos, sino arrancando algo de mármol de la parte inferior. Fueron colocadas el 10 de marzo de 1198 en presencia de Abu Yúsuf al-Mansur. Estas cuatro bolas o manzanas doradas ensartadas en un vástago vertical reciben el nombre de yâmûr en la cultura árabe y se ha utilizado, aunque no siempre, para coronar mezquitas.
El esquema del alminar deriva del modelo de la mezquita de Córdoba. El primer cuerpo tenía 50,51 m de alto y una planta cuadrada de 13,61 m de ancho. El segundo cuerpo medía 14,39 m de alto y su planta era cuadrada de 6,83 m de ancho. Sobre el segundo cuerpo había una cúpula y sobre esta el yâmûr. La altura total de la torre era de 82 metros.
El transcurso de las obras se conoce con detalle gracias a las crónicas de Ibn Sahib al-Salá.

### Período cristiano

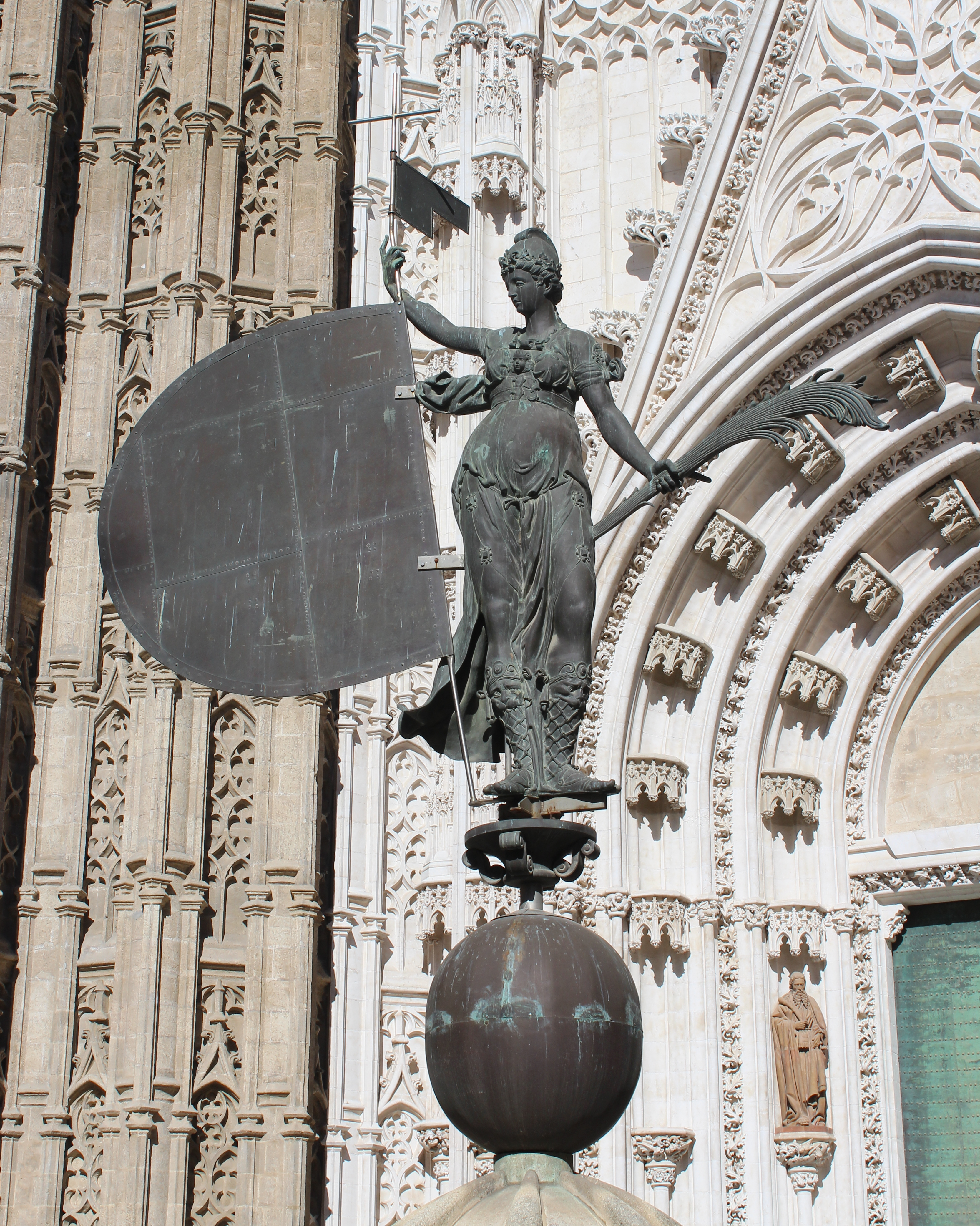
Réplica del Giraldillo de 1998, situada en la puerta de San Cristóbal de la catedral.

En 1248, el rey castellano-leonés, Fernando III, conquistó la ciudad de Sevilla y la mezquita fue consagrada como templo cristiano. Algo habitual cuando los cristianos conquistaban poblaciones musulmanas era añadir campanas a los alminares, así como retirar el yâmûr para colocar una cruz y, bajo ella, una veleta, aunque este yâmûr no se retiró.
No obstante, el 24 de agosto de 1356 se produjo un terremoto que trajo consigo el derrumbamiento de las cuatro bolas. No existe demasiada información sobre el aspecto de la torre entre este acontecimiento y el siglo XV. Al parecer, esta estructura fue sustituida por una espadaña con una campana y, en algún momento posterior, la torre se coronó con una cruz.
En 2008 la investigadora Begoña Alonso Ruiz descubrió el plano más antiguo que se conserva de la catedral de Sevilla, en el monasterio de Bidaurreta, El documento está datado entre 1480 y 1498 y es posible que sea una copia del plano original, que debió dibujarse entre 1433 y 1439. En este plano no figura ni el antiguo minarete ni el antiguo patio de las abluciones, que finalmente sí se mantuvieron.

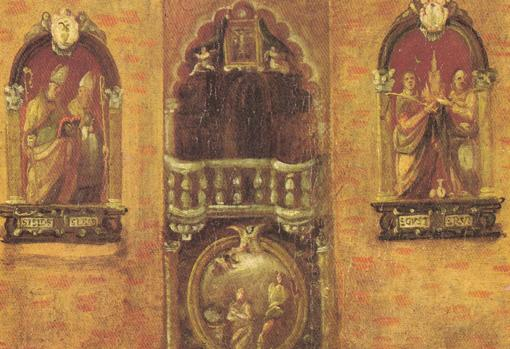
Pinturas murales realizadas por Luis de Vargas a mediados del.

A mediados del siglo XVI, el canónigo Francisco Pacheco diseñó un programa iconográfico con murales para decorar la Giralda. Los frescos fueron realizados por el pintor Luis de Vargas entre 1553 y 1558. Gracias al cuadro de las Santas Justa y Rufina realizado por Miguel de Esquivel en 1620 se sabe que en la fachada norte, debajo del primer balcón, estaba la Anunciación. A la izquierda y a la derecha de este balcón, en dos superficies de estuco que aún existen, estaban las imágenes de San Isidoro y San Leandro a un lado y las Santas Justa y Rufina al otro. Encima de este balcón, había una pintura de Cristo Crucificado con la Virgen María y San Juan Evangelista. A los lados de los demás balcones había otras pinturas de santos. En 2018, durante la restauración, se demostró que, en el siglo XVI, la Giralda estaba pintada con un color rojizo. Las pinturas murales de Luis de Vargas estaban muy deterioradas a finales del siglo XIX y se perdieron, junto con restos de su color rojizo, en la restauración realizada entre 1881 y 1883 por Adolfo Fernández Casanova.
El 6 de junio de 1556 falleció el maestro mayor de la catedral, Martín Gaiza, y el cabildo convocó un concurso para escoger a su sustituto, al que se presentaron los maestros mayores de las principales ciudades andaluzas: Hernán Ruiz, Andrés de Vandelvira, Francisco del Castillo, Juan de Orea, Luis Machuca y Pedro de Campo. También se presentó Miguel Gainza, que había sido aparejador en la catedral desde 1542. El 14 de diciembre de 1557 fue escogido Hernán Ruiz. Al parecer, llegó de Córdoba con un proyecto definitivo de cómo debería renovarse la torre y contaba incluso con una maqueta de escala 1:50. En su diseño, Hernán Ruiz añadió un completo cuerpo de campanas. Las obras empezaron en abril, ya que constan el inicio de los pagos realizados de ladrillo y yeso. Las obras fueron especialmente lentas los primeros años, aunque hubo mayores adelantos a partir de 1562.
En 1565, las obras de edificación ya estaban acabadas.
En la semana del 10 al 16 de diciembre de 1565 se pagaron 10 ducados a Luis de Vargas, su criado y un oficial flamenco que habían pintado en la torre cinco días. En 1566 se realizaron grandes cuadros para la fachada norte. Concluidas las pinturas de la torre, se procedió a realizarse la estatua que la coronaría, que hace la función de veleta. La obra, una alegoría de la Fe, fue realizada por Bartolomé Morel y colocada el 13 de agosto de 1568. Originalmente, la palabra "Giralda" hacía referencia a esta escultura y como tal aparece mencionada en El viaje entretenido (1603) de Agustín de Rojas Villandrando o en El Quijote (1605) de Miguel de Cervantes, que residió en la ciudad desde 1588. La propia palabra "Giralda" es definida por la RAE como una veleta con forma humana o animal. Al final esa denominación se aplicó al conjunto de toda la torre y la escultura pasó a ser conocida como Giraldillo.

## Precedentes estilísticos
La construcción de la Giralda se basó en el alminar de la mezquita Kutubia de Marrakech (Marruecos), también construido en el siglo XII, considerado con sus setenta y nueve metros de altura, una obra maestra del arte magrebí, consta de una estructura muy similar a la torre sevillana, sigue la forma más típica de los alminares de la escuela hispanomarroquí, con un cuerpo principal de forma ortoédrica sobre el que se sitúa otro mucho más reducido, a modo de remate. Otra gran muestra de arquitectura muy similar la constituye, la gran Torre Hasan de Rabat, considerada hermana de la Giralda y cuyo proyecto de construcción preveía un altura de sesenta metros, pero las obras se interrumpieron cuando llegaba a los 44 metros. En ambos precedentes se encuentran los elementos decorativos de los almohades, reproducidos en la Giralda, con arcos ciegos, lacerías y relieves que se inspiran en los que realizaban los selyúcidas en esa misma época en la región de Asia Menor.

## Descripción de la torre

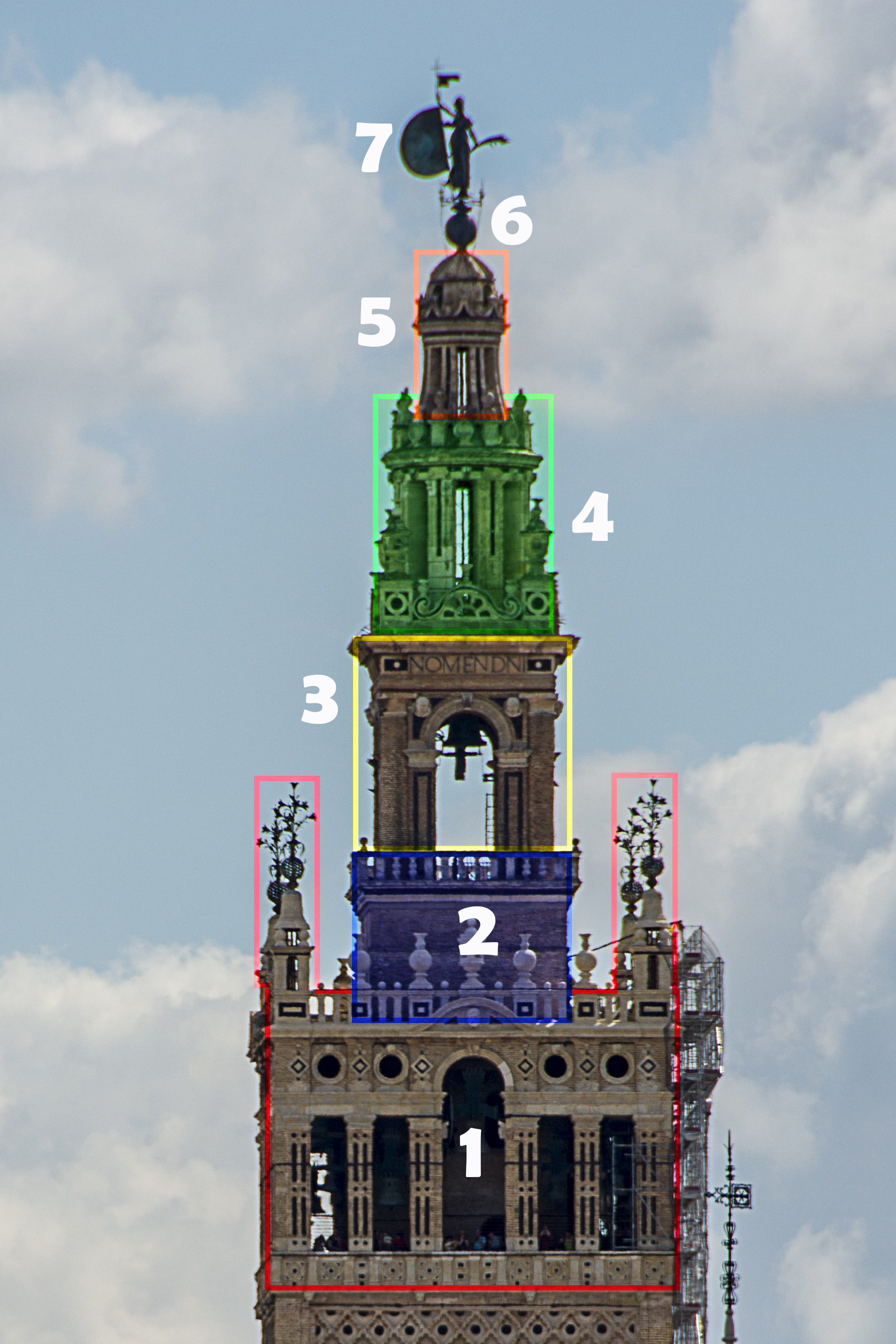
Cuerpos superiores de la Giralda:
1.- Cuerpo de campanas.
2.- Cuerpo del reloj.
3.- Cuerpo de las estrellas.
4.- Cuerpo de las carambolas.
5.- Penacho.
6.- Esfera.
7.- Giraldillo.

El cuerpo principal es de planta cuadrada, en el que la cara oeste mira al patio de los Naranjos, la este a la plaza de la Virgen de los Reyes, la norte a la calle Placentines y la sur a la plaza del Triunfo. 

### Cuerpos superiores
El remate superior de depurado estilo renacentista fue llevado a cabo por Hernán Ruiz II, entre 1558 y 1568, en el que se distinguen las siguientes partes, decoradas con relieves:
1. En primer lugar se encuentra el cuerpo de campanas con la misma superficie cuadrada que la parte inferior. Fue levantado entre 1560 y 1562 y está rematado con la llamada terraza de las azucenas, por cuatro jarras realizadas por el fundidor Bartolomé Morel en 1568[39] en las que se introdujeron azucenas de metal en 1751.[40] Estas azucenas fueron restauradas por el orfebre Fernando Marmolejo Camargo en 1981.[41] En la base de este cuerpo hay 16 cabezas de león, cuatro por cada frente.[42] Sobre cada uno de los 16 óculos, cuatro por cada frente, se encuentra la cabeza de un querubín.[42] En cada frente hay un frontón de triple inflexión hay una cabeza de varón que representa a cada uno de los cuatro profetas mayores respectivamente: Isaías, Jeremías, Ezequiel y Daniel.[43]
2. Por encima se encuentra el cuerpo del reloj, cuyo diseño fue encargado a fray José Cordero en 1765.
3. Cuerpo de las estrellas o del pozo, terminado en todos sus lados por arcos de medio punto, en cuyo friso figura una inscripción bíblica que recorre las cuatro caras de la torre y dice "TURRIS (E) - FORTISSIMA (S) - NOMEN DNI (O)- PROVERB (N). 18" (cuya traducción al castellano es "La torre más fuerte es el Nombre del Señor"), colgando en su interior la campana más antigua de la torre, la de San Miguel de las Victorias, que da las horas del reloj. En cada frente hay un arco y en cada una de las dos enjutas de cada arco hay cabezas de varones que deben representar a los profetas menores: Zacarías, Malaquías, Oseas, Amós, Abdías, Jonías, Miqueas y Sofonías.[44]
4. Cuerpo de las carambolas o redondo, el primero de carácter circular, y llamado así por los remates pétreos en forma esférica.
5. El penacho, que acaba en una cúpula
6. Esfera de bronce sobre la que se asienta la escultura de la veleta, es conocida con el nombre de la tinaja, tiene 1,45 metros de diámetro.
7. La veleta que representa la victoria de la Fe cristiana, conocida como Giraldillo, fue realizada entre 1566 y 1568, terminándose de colocar el 13 de agosto de este año. La estatua fue fundida en bronce por Bartolomé Morel.

## Dimensiones
El primitivo alminar mide 50,85 m de altura y presenta una planta cuadrada de 13,5 m de lado. El cuerpo de campanas, sobre la misma planta que el alminar, llega hasta los 60,45 m de altura. Sobre él, se sitúa la terraza de las azucenas, que llega hasta los 65,30 m, donde comienza el cuerpo del reloj, de planta cuadrada y 6,8 m de lado, que se eleva hasta los 74,40 m. Encima, el cuerpo de las carambolas, de 4,5 m de diámetro en planta, llega hasta los 81,00 m, y remata la torre el penacho, que llega hasta los 87,00 m. Contando con la estatua del Giraldillo, la altura total es de 94,69 m sobre el nivel del suelo.
La figura del Giraldillo mide 3,5 metros de altura, siete y medio contando el pedestal, y pesa 1300 kg. El lábaro que señala la dirección del viento pesa 180 kg, y la palma, de dos metros, 91 kg. La torre de la Giralda tiene 35 rampas lo suficientemente anchas como para permitir que el encargado de convocar a la población a la oración pudiera subir por ellas montado a caballo, aunque en ningún momento se ha podido constatar documentalmente que se usara para ello, y un tramo final de 17 escalones para acceder al nivel de campanas que es la zona actualmente visitable de la misma.

## Las jarras de azucenas

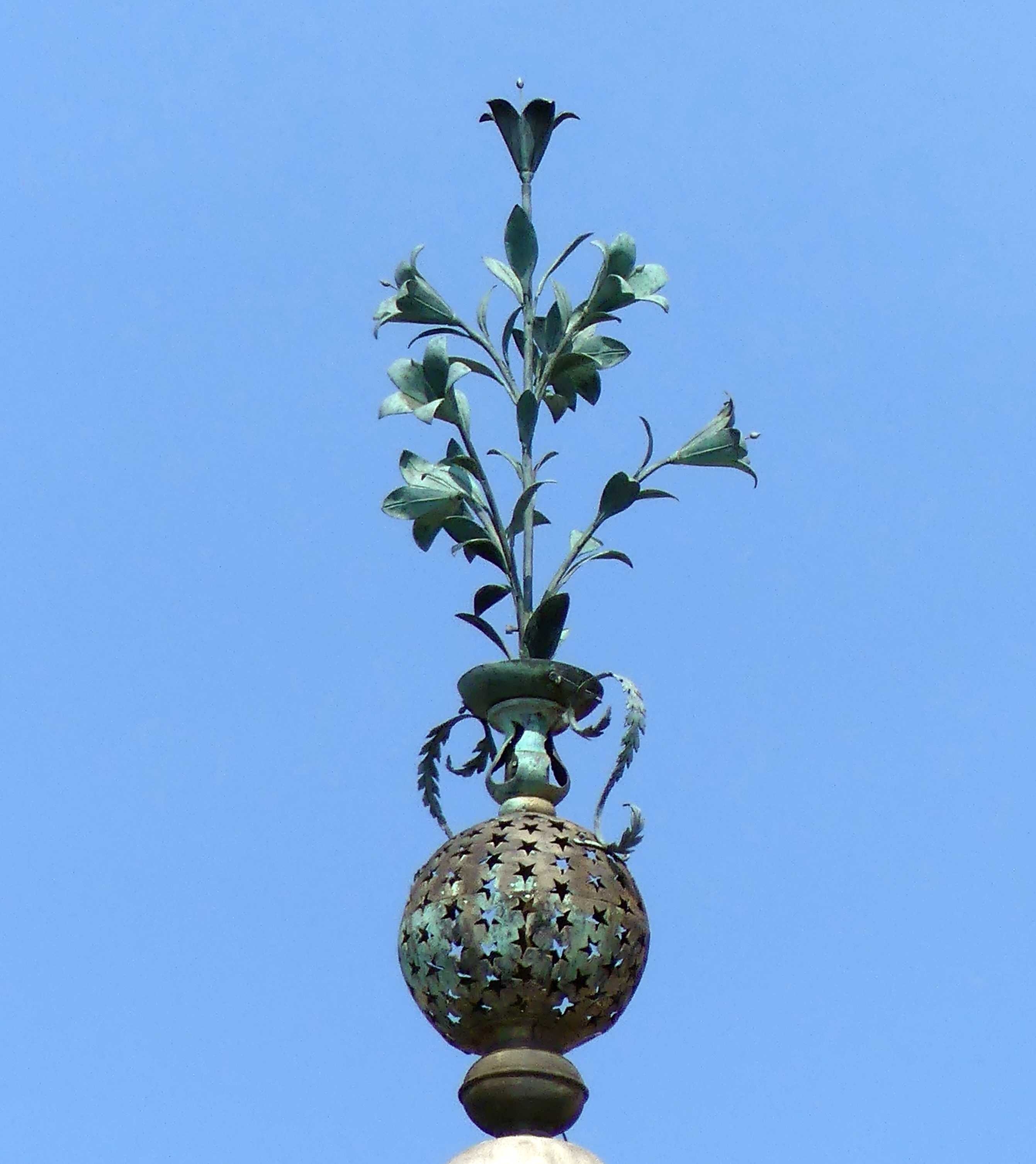
Una de las cuatro jarras de azucenas de la Giralda.

Las obras de Hernán Ruiz finalizaron en 1565 tras siete años de trabajos. Los tres años sucesivos se emplearon en labores ornamentales. El diseño de Hernán Ruiz incluía unas jarras. El 28 de febrero de 1568 el fundidor Bartolomé Morel se comprometió a realizar estas jarras, de hierro y bronce.
La intención original de estas jarras era introducir unas luminarias, es decir, unas mechas que se encendieran en los días señalados del año, ya fuere por motivos religiosos, victorias militares o entronaciones. Bartolomé Morel tardó tres meses en hacerlas, y en junio acudió Antón Pérez para dorarlas, aplicándoles además barniz y aceite de linaza.
En 1751 fue cuando se introdujeron las azucenas en las jarras. El autor de estas azucenas fue Basilio Cortés, que además doró las azucenas y la bola sobre la que se asienta el Giraldillo, llamada entonces "la tinaja".
Las azucenas han sido símbolo de pureza y virginidad desde la Edad Media. El escudo de la archidiócesis sevillana durante la época medieval eran dos torres flanqueando una jarra de azucenas. Después de 1568, se cambió el escudo de la archidiócesis por uno que mostraba la Giralda flanqueada por dos jarras de azucenas.

## Campanas

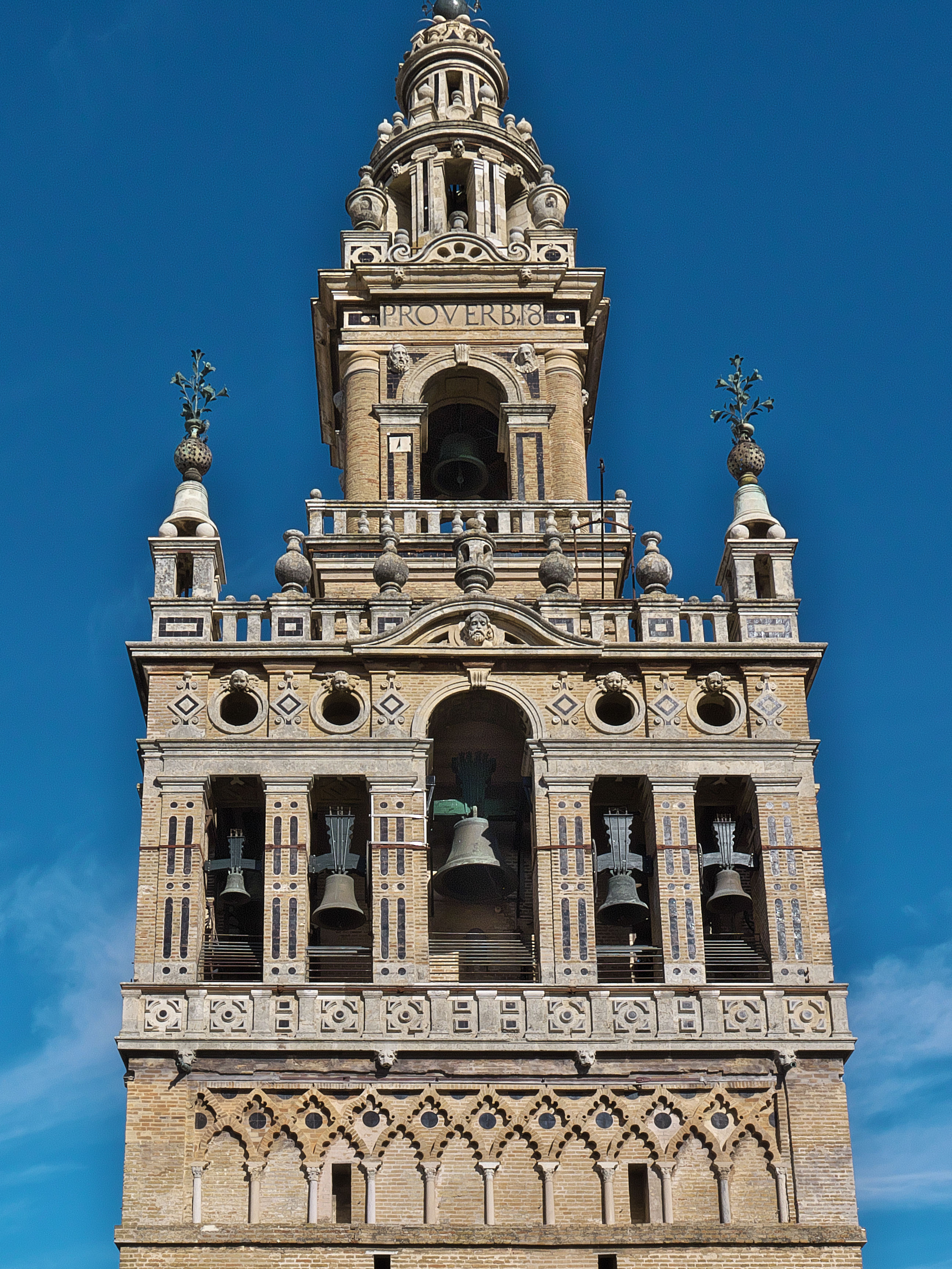
Detalle del cuerpo de campanas. En la sala alta la Campana del reloj (A). Debajo, de izquierda a derecha: Santa Cecilia (14), San Pablo (13), San Miguel (12), San Isidoro (11) y Santa Bárbara (10).

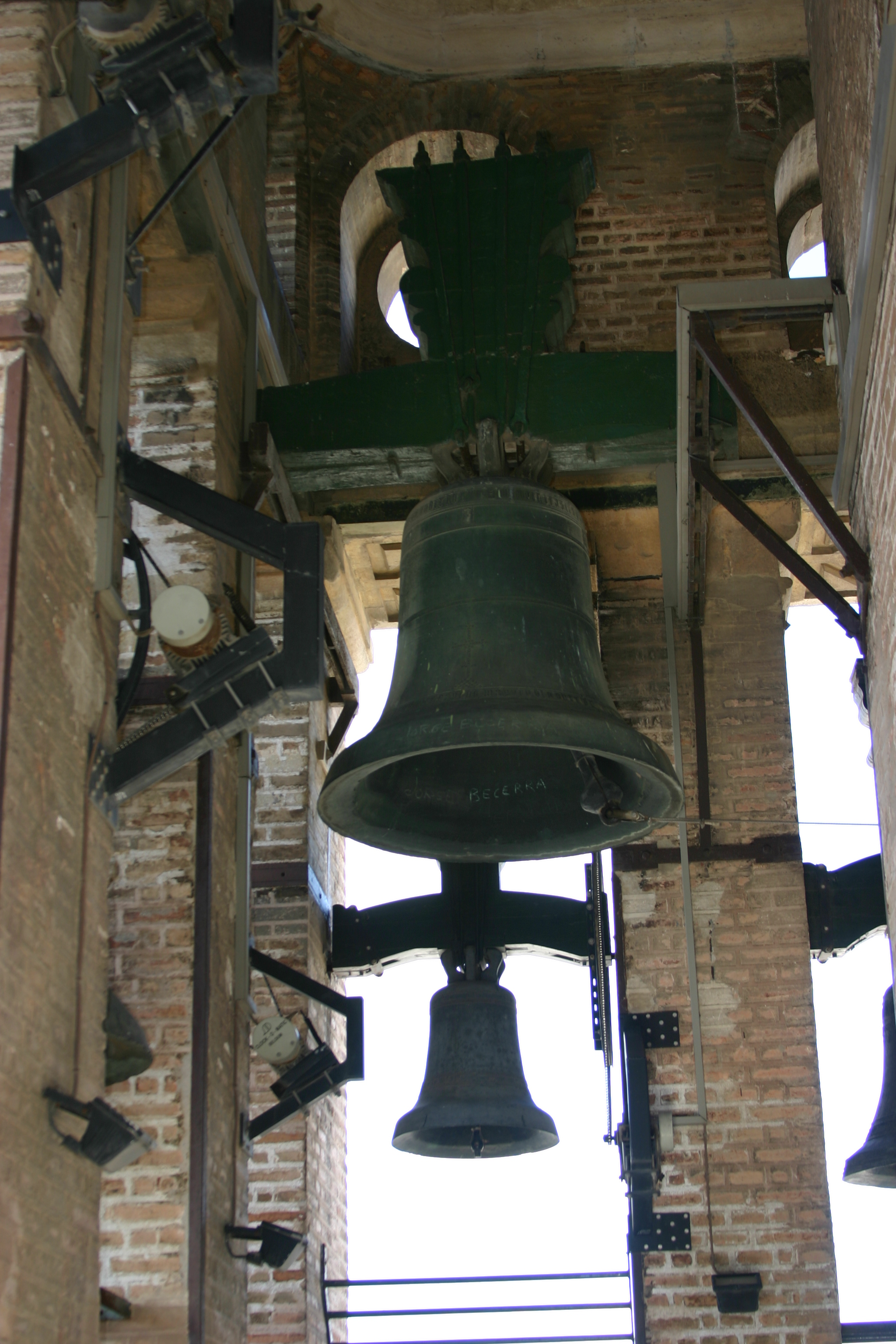
La campana Santiago (21) en primer plano, detrás Santa Rufina (22).

La Giralda cuenta con un total de 24 campanas, de las que 18 son de volteo y 6 de badajo; hay que añadir la campana del reloj en un piso superior, haciendo un total de 25 campanas. Se trata, pues, de la catedral de España con un mayor número de campanas, sin tener en cuenta los carillones. Las campanas, que se encontraban en un estado de conservación pobre, fueron restauradas en 1998, acometiéndose diversas actuaciones: se fundieron seis nuevas, se soldaron diez y se reafinaron cuatro, entre otras actuaciones de mejora. A continuación se lista la totalidad de las campanas que se encuentran en la catedral de Santa María de la Sede de Sevilla (el número muestra la ubicación según esta imagen  Archivado el 5 de marzo de 2016 en Wayback Machine.):
| N.º | Campana                         | Función   | Localización                     | Fundidor (Origen)                                     | Año     | Ø (cm) | Peso (kg) |
| --- | ------------------------------- | --------- | -------------------------------- | ----------------------------------------------------- | ------- | ------ | --------- |
|     | Campana pequeña                 |           | Espadaña de la Puerta del Perdón | (anónimo)                                             | c. 1775 | 100    | 579       |
|     | Campana grande                  |           | Espadaña de la Puerta del Perdón | (anónimo)                                             | 1778    | 101    | 597       |
| A   | Campana de las horas del reloj  |           | Sala alta de campanas, centro    | Domínguez, Alfonso                                    | 1400    | 156    | 1.439     |
| 14  | Santa Cecilia                   | de volteo | Sala de campanas                 | Rosas, Hijo De Manuel (Torredonjimeno)                | 1992    | 62     | 138       |
| 20  | Santa Justa                     | de volteo | Sala de campanas                 | Japón, Francisco (Sevilla)                            | 1851    | 63     | 145       |
| 22  | Santa Rufina                    | de volteo | Sala de campanas                 | Solano, Matías                                        | 1714    | 74     | 235       |
| 2   | Santa Lucía                     | de volteo | Sala de campanas                 | Eijsbouts (Asten)                                     | 1998    | 78     | 298       |
| 4   | San José                        | de volteo | Sala de campanas                 | Eijsbouts (Asten)                                     | 1998    | 83     | 319       |
| 17  | San Sebastián                   | de volteo | Sala de campanas                 | Japón, Francisco (Sevilla)                            | 1851    | 87     | 381       |
| 16  | Santa Florentina                | de volteo | Sala de campanas                 | Riva, José de la                                      | 1763    | 88     | 395       |
| 10  | Santa Bárbara                   | de volteo | Sala de campanas                 | Eijsbouts (Asten)                                     | 1998    | 88     | 340       |
| 8   | Santa Inés                      | de volteo | Sala de campanas                 | Eijsbouts (Asten)                                     | 1998    | 89     | 320       |
| 5   | San Laureano                    | de volteo | Sala de campanas                 | Murua (Vitoria)                                       | 1962    | 94     | 481       |
| 11  | San Isidoro                     | de volteo | Sala de campanas                 | Ditrich, Zacarias (Sevilla)                           | 1788    | 107    | 709       |
| 23  | San Hermenegildo                | de volteo | Sala de campanas                 | Fernández, Francisco                                  | 1814    | 108    | 729       |
| 7   | San Juan Evangelista            | de volteo | Sala de campanas                 | Ditrich, Zacarias (Sevilla)                           | 1793    | 110    | 771       |
| 13  | San Pablo                       | de volteo | Sala de campanas                 | Eijsbouts (Asten)                                     | 1998    | 111    | 753       |
| 6   | San Pedro                       | de volteo | Sala de campanas                 | Guerrero, Miguel                                      | 1773    | 115    | 881       |
| 19  | San Fernando                    | de volteo | Sala de campanas                 | Riva, José de la                                      | 1763    | 118    | 951       |
| 15  | Santa Cruz, de los cuartos      | de golpe  | Sala de campanas                 | Fernandes, Francisco                                  | 1500    | 118    | 951       |
| 1   | San Juan Bautista               | de volteo | Sala de campanas                 | Villanueva Linares, Alfredo (Villanueva de la Serena) | 1908    | 122    | 1.051     |
| 21  | Santiago                        | de golpe  | Sala de campanas                 | Aubri, Juan                                           | 1438    | 132    | 1.332     |
| 3   | Santa Catalina                  | de golpe  | Sala de campanas                 | (anónimo)                                             | 1599    | 133    | 1.362     |
| 18  | San Cristóbal                   | de volteo | Sala de campanas                 | Eijsbouts (Asten)                                     | 1998    | 139    | 1.600     |
| 9   | Omnium Sanctorum                | de golpe  | Sala de campanas                 | Riva, José de la                                      | 1764    | 142    | 1.658     |
| 12  | San Miguel                      | de golpe  | Sala de campanas                 | Rodríguez, Manuel Luis                                | 1792    | 183    | 3.548     |
| 24  | Santa María, la Mayor, la Gorda | de golpe  | Sala de campanas                 | Balabarca, Juan De (Valdecilla)                       | 1588    | 210    | 5.362     |
|     | Campana del altar mayor         |           | Sala de la torre                 | Cabrera, Cristóbal                                    | 1509    | 35     | 25        |
|     | Santa Lucía                     |           | Sala de la torre                 | Márquez, Antonio (Sevilla)                            | 1914    | 78     | 275       |

## Usos de la torre en el pasado

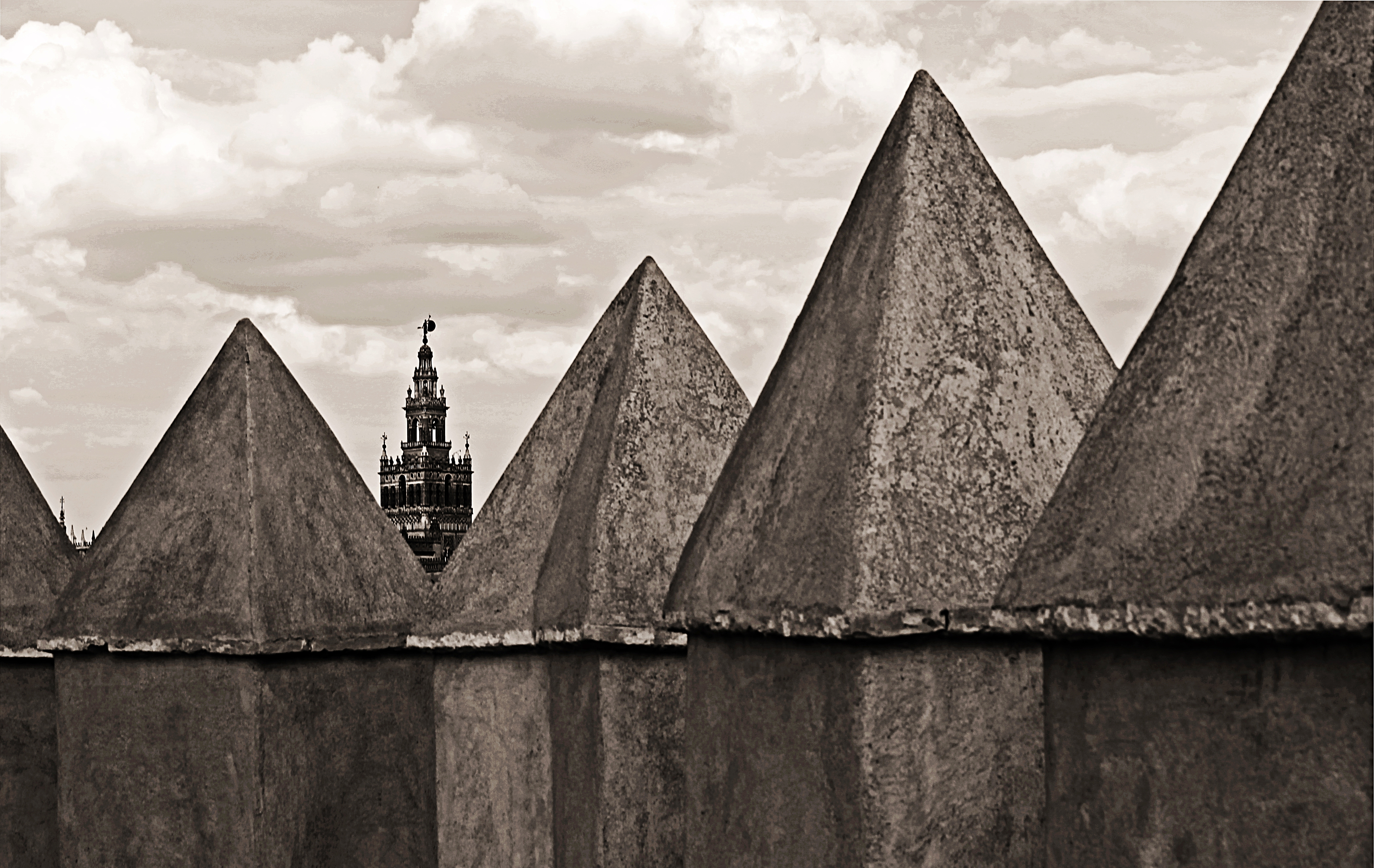
Vista desde la Torre del Oro.

Desde su construcción la Giralda ha sido utilizada para bastantes usos que se exponen a continuación:
- Elemento de llamada religiosa. La utilización como elemento de aviso o llamada religiosa ha sido la primordial desde su construcción, primero para los musulmanes a través del almuédano que invitaba a la oración varias veces al día y después para los cristianos, con la utilización de las campanas.
- Vivienda. Las cámaras del interior sirvieron en su momento como vivienda para el alcaide de la torre y los campaneros. En una de estas habitaciones nació la monja Bárbara de Santo Domingo, conocida como Hija de la Giralda, que se hizo célebre por sus visiones místicas.[47]
- Granero. Según queda recogida en acta del Cabildo catedralicio de 29 de octubre de 1567, por la que se adjudica el grano almacenado dentro de la torre.
- Rogativas. La Giralda fue utilizada en 1626 como elemento de estación a lo más alto de la torre, para rogar el cese de las lluvias que duraban ya cuarenta días.
- Veleta. A partir de 1356, cuando cayeron los elementos decorativos que entonces existían por efecto de un terremoto, se sustituyeron por un campanario rematado por una veleta.
- Reloj. En el año 1400 se colocó un reloj[48] en presencia del rey Enrique III. Fue el primer reloj de torre que hubo en España.[49] En 1766 se colocó un nuevo reloj, que se conserva en el interior. Este último fue realizado entre 1757 y 1764 por un fraile del Convento de San Francisco llamado José Cordero.[50]
- Atalaya.  En diversos momentos fue utilizada como atalaya de vigía para la defensa de la ciudad.
- Pararrayos. Los primeros pararrayos se colocaron a partir de 1884, en que una chispa eléctrica destrozó los antepechos de los balcones.
- Luminaria. La Giralda se utilizaba como elemento de iluminación de la ciudad para la celebración de determinados acontecimientos tanto de carácter religioso, elección de un papa, canonización de un santo o la entrada de un nuevo arzobispo en la ciudad; en otras ocasiones eran celebraciones de carácter civil, como matrimonio de un rey, o nacimiento de un príncipe; y también en algunos casos por haber conseguido alguna victoria militar. Para este fin, Hernán Ruiz II dispuso la colocación de 144 puntos de luces, sobre una serie de recipientes de bronce y piedra, colocados en los cuerpos renacentistas, de diez modelos diferentes.[35] Para el alumbrado se utilizaban las cuatro jarras existentes en el cuerpo de campanas, pero en 1751 se colocaron azucenas de bronce en estas, cambiando su función original.[51]

## Vistas de la Giralda

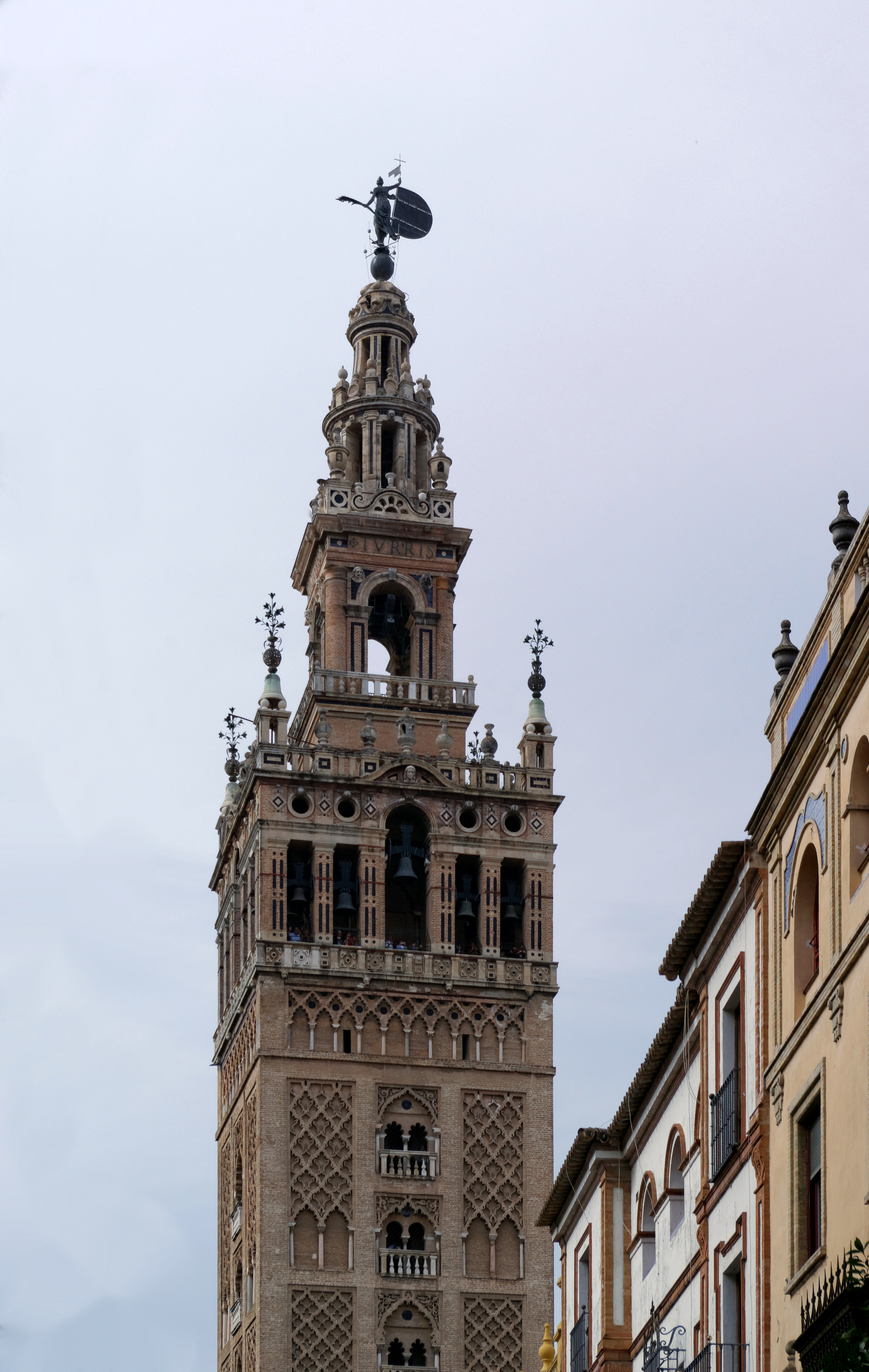
Desde la catedral.
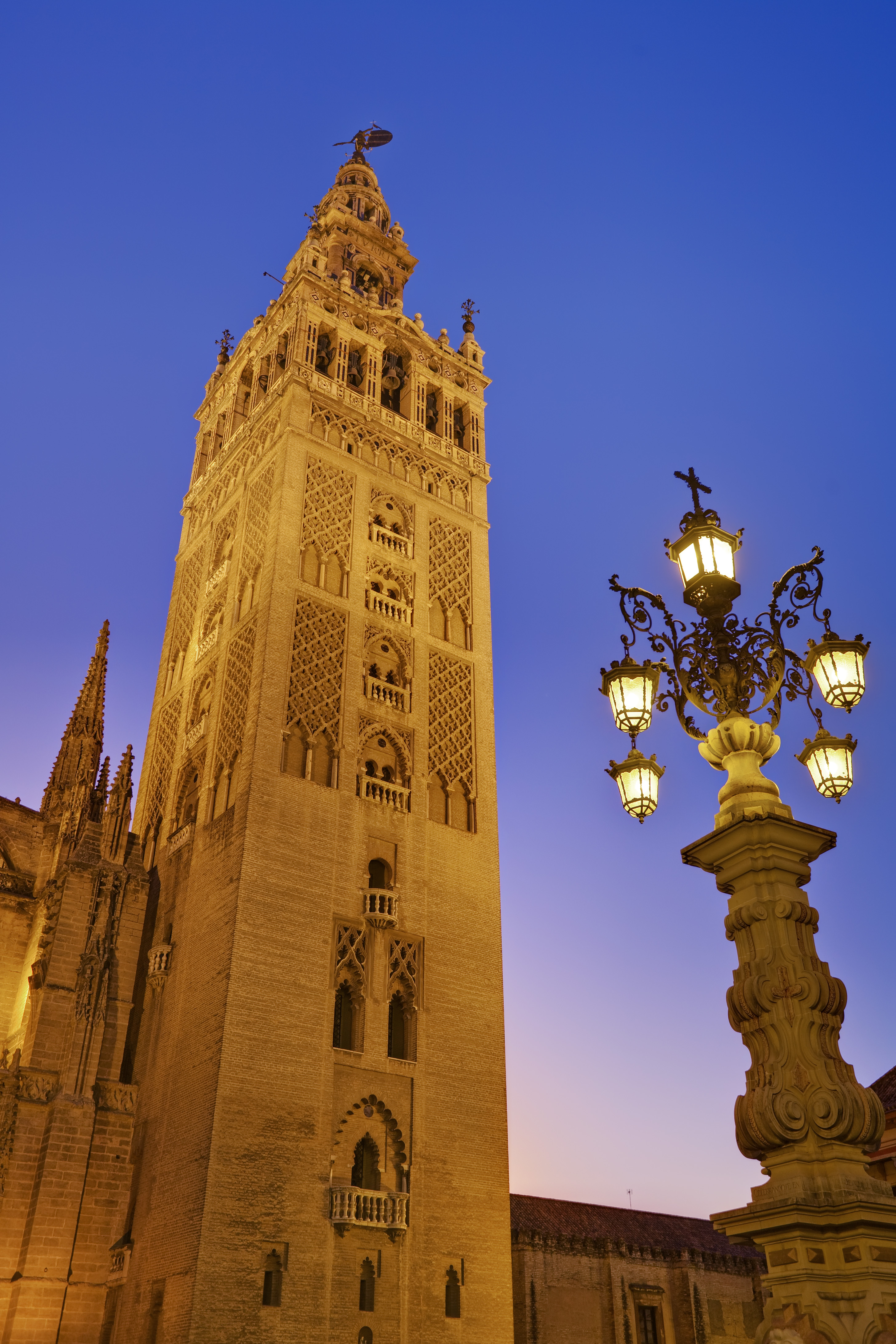
Desde la plaza de la Virgen de los Reyes.
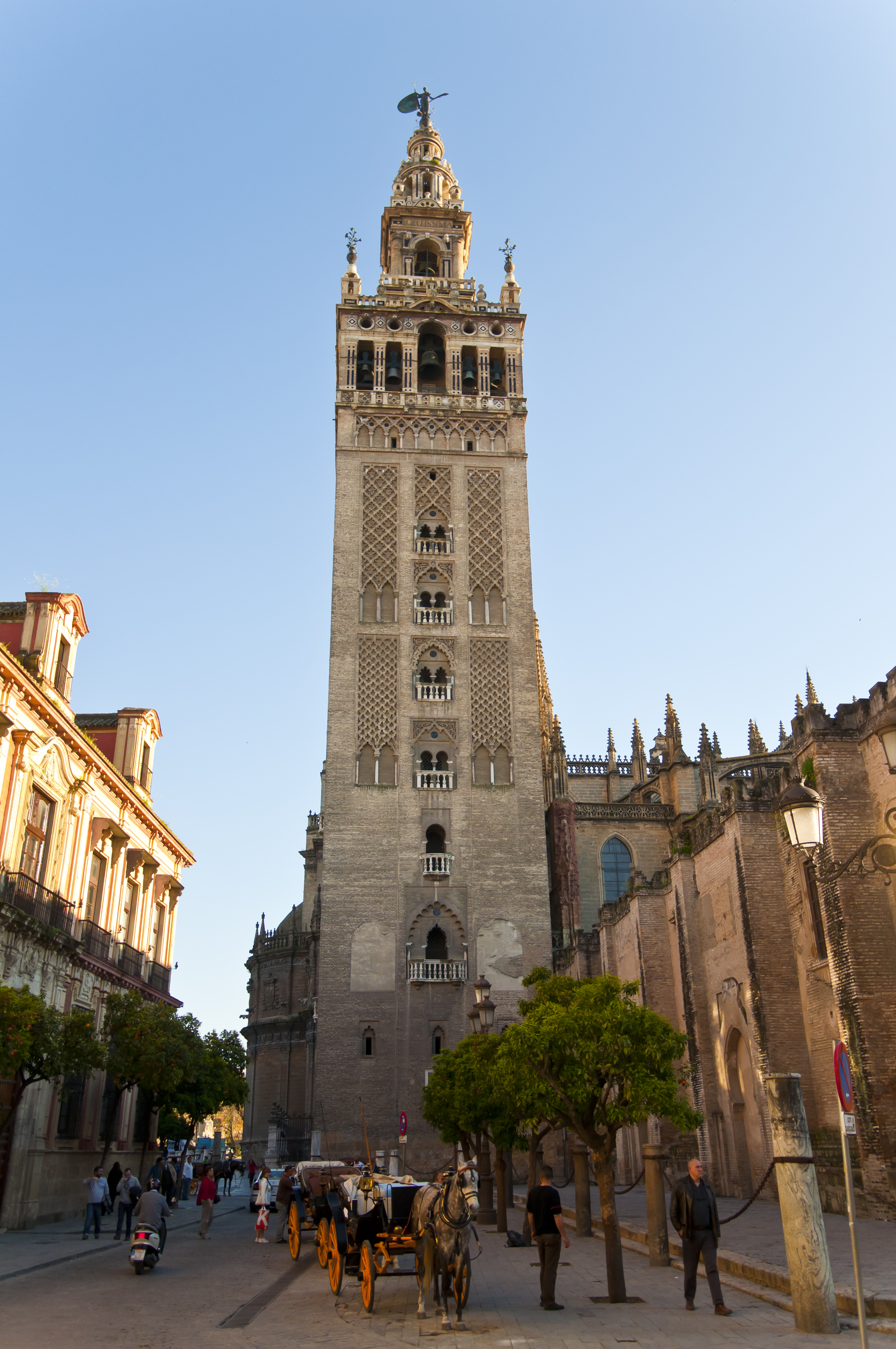
Desde la calle Placentines.
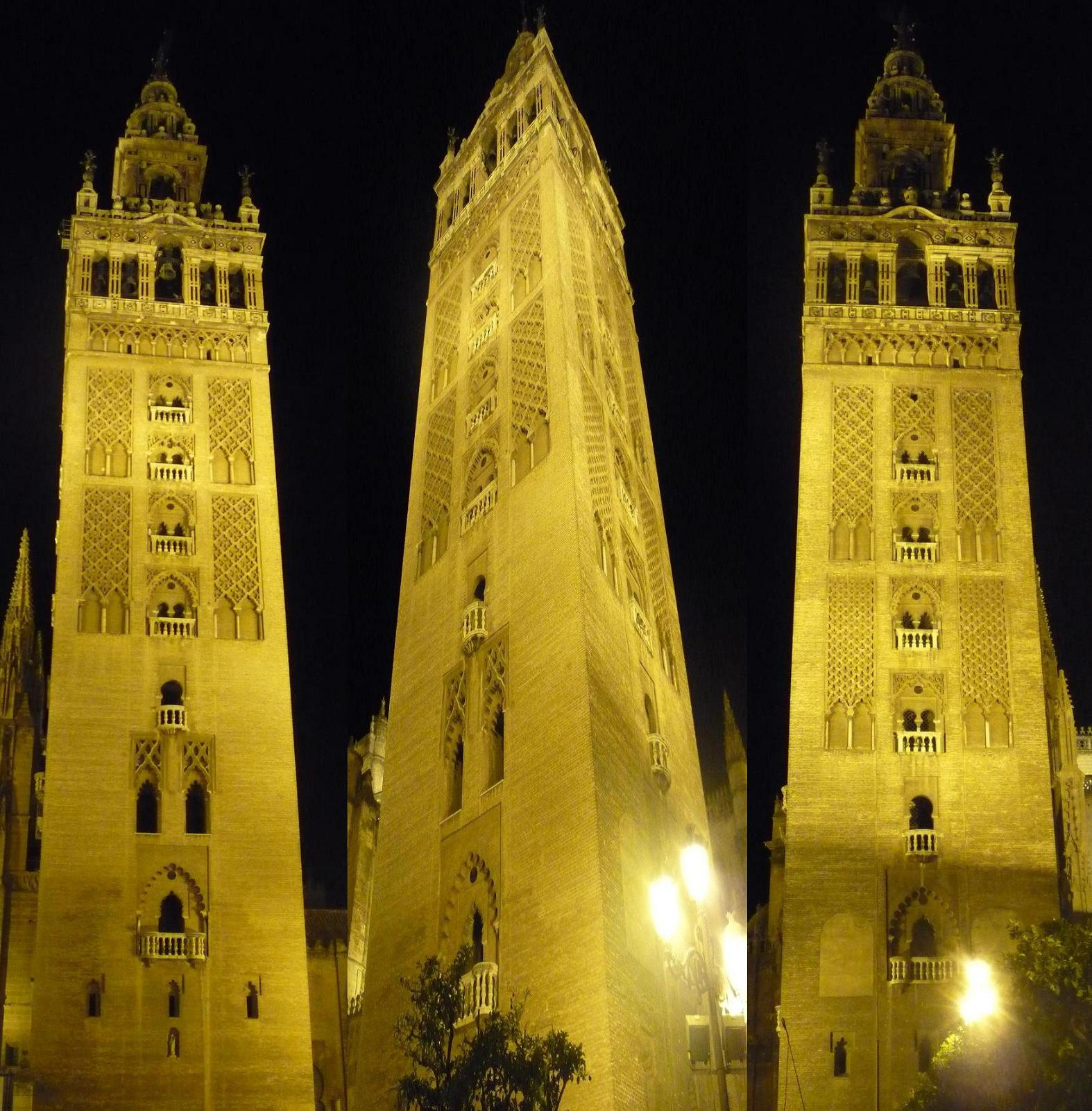
Vistas nocturnas.
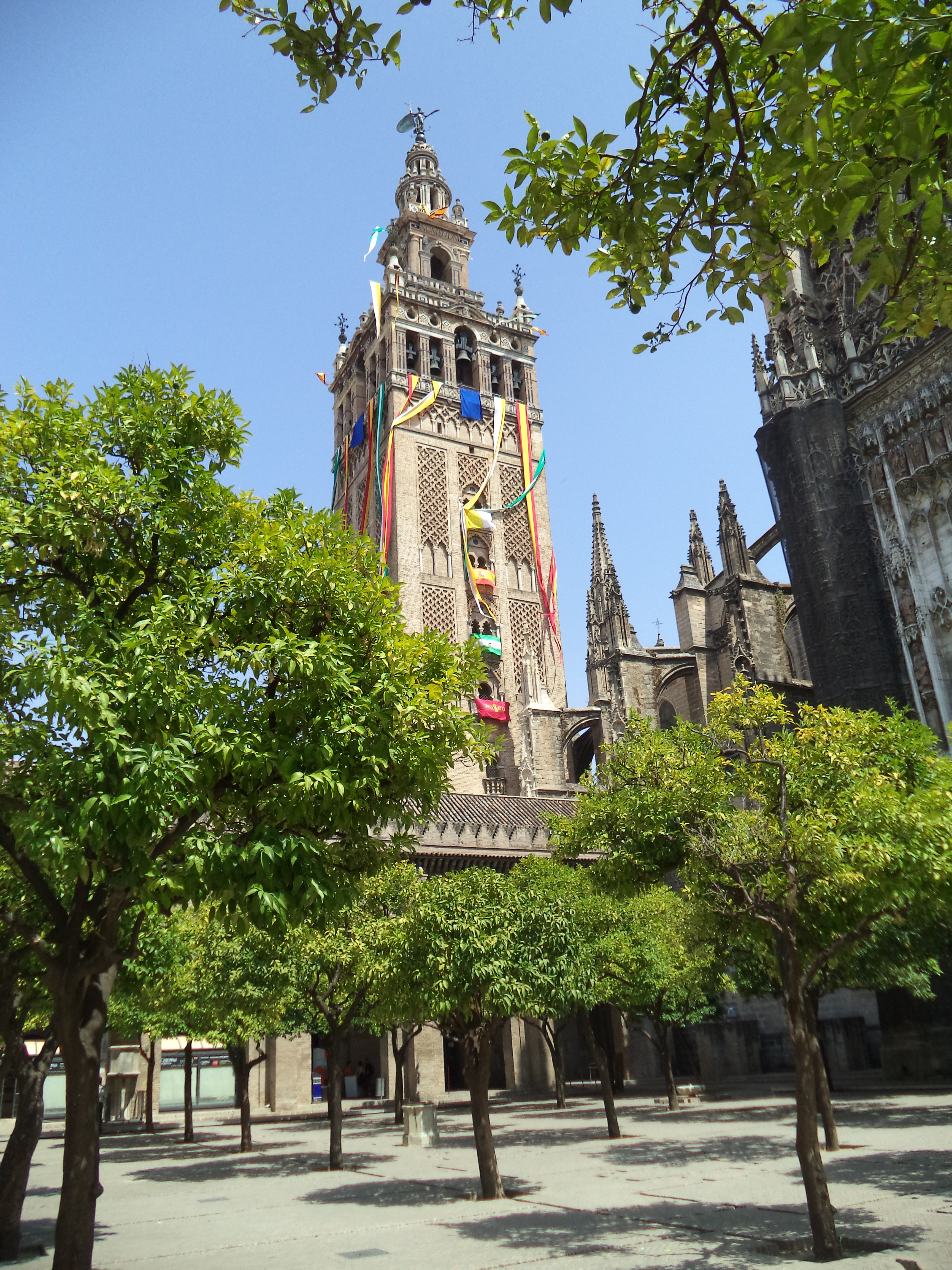
Desde el patio de los Naranjos.

## Réplicas y edificios inspirados

### España
Las torres de la iglesia de San Pedro de Carmona (provincia de Sevilla), la iglesia de Nuestra Señora de la Oliva de Lebrija (provincia de Sevilla), la torre de la iglesia de Santa María de Écija (provincia de Sevilla), la iglesia de Nuestra Señora de la Granada de Moguer (provincia de Huelva) y la basílica de la Purísima Concepción del municipio vasco de Elorrio están inspiradas en la Giralda.
En Badajoz (Extremadura), existe un edificio que es una réplica de este monumento. En Arbós (provincia de Tarragona) también hay un edificio que es una réplica de la Giralda.

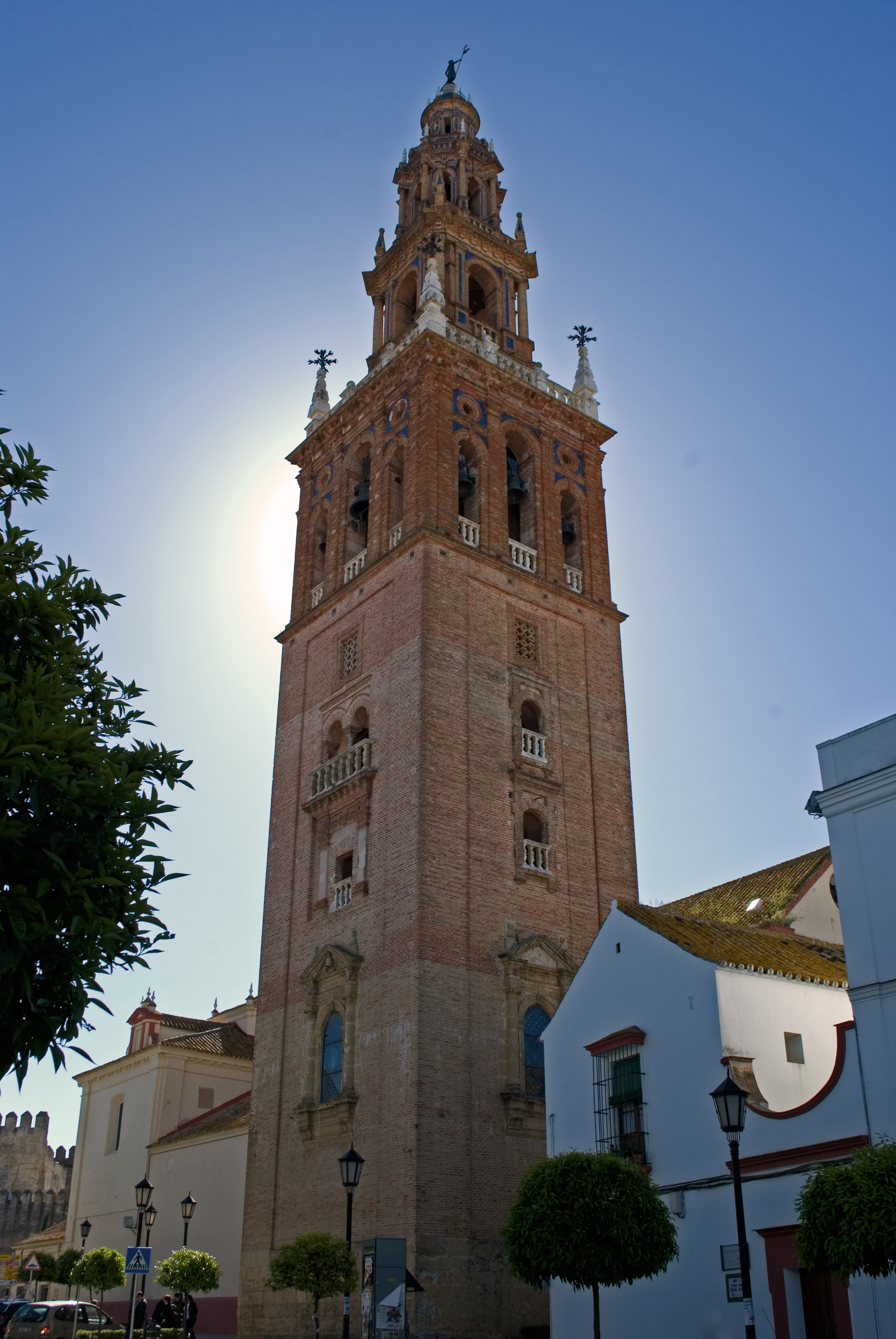
Torre de la iglesia de San Pedro de Carmona
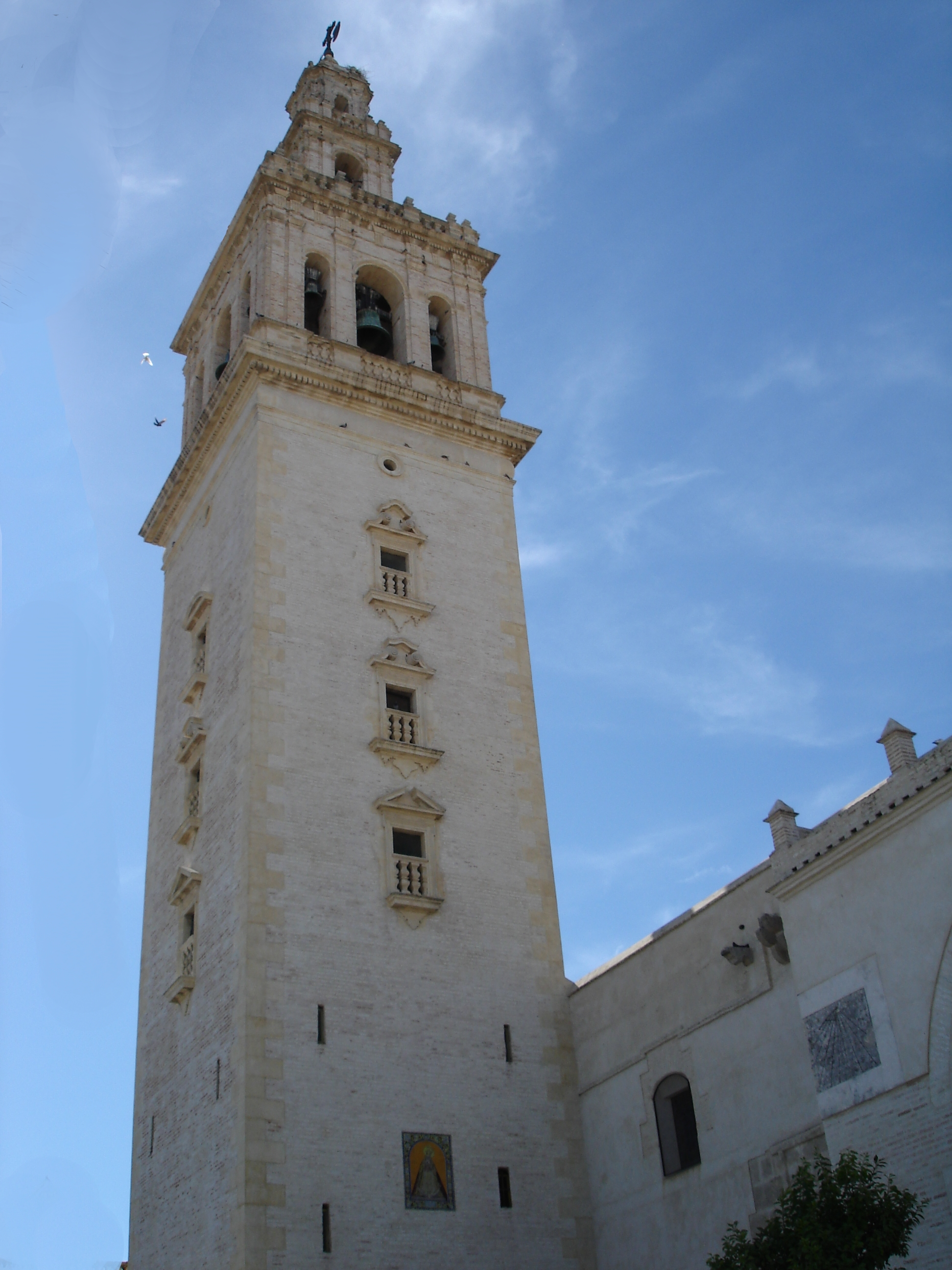
Torre de la iglesia de Santa María de la Oliva de Lebrija (la Giraldilla)
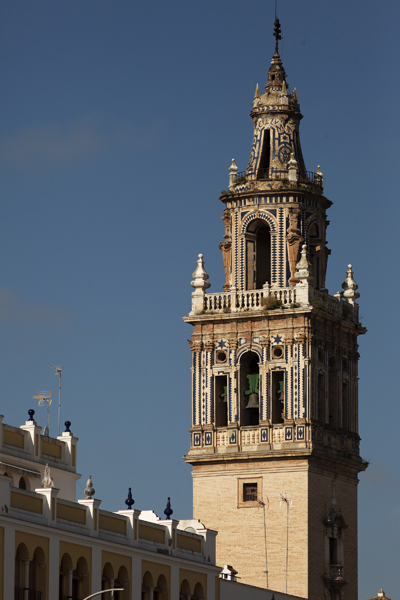
Torre de la iglesia de Santa María de Écija
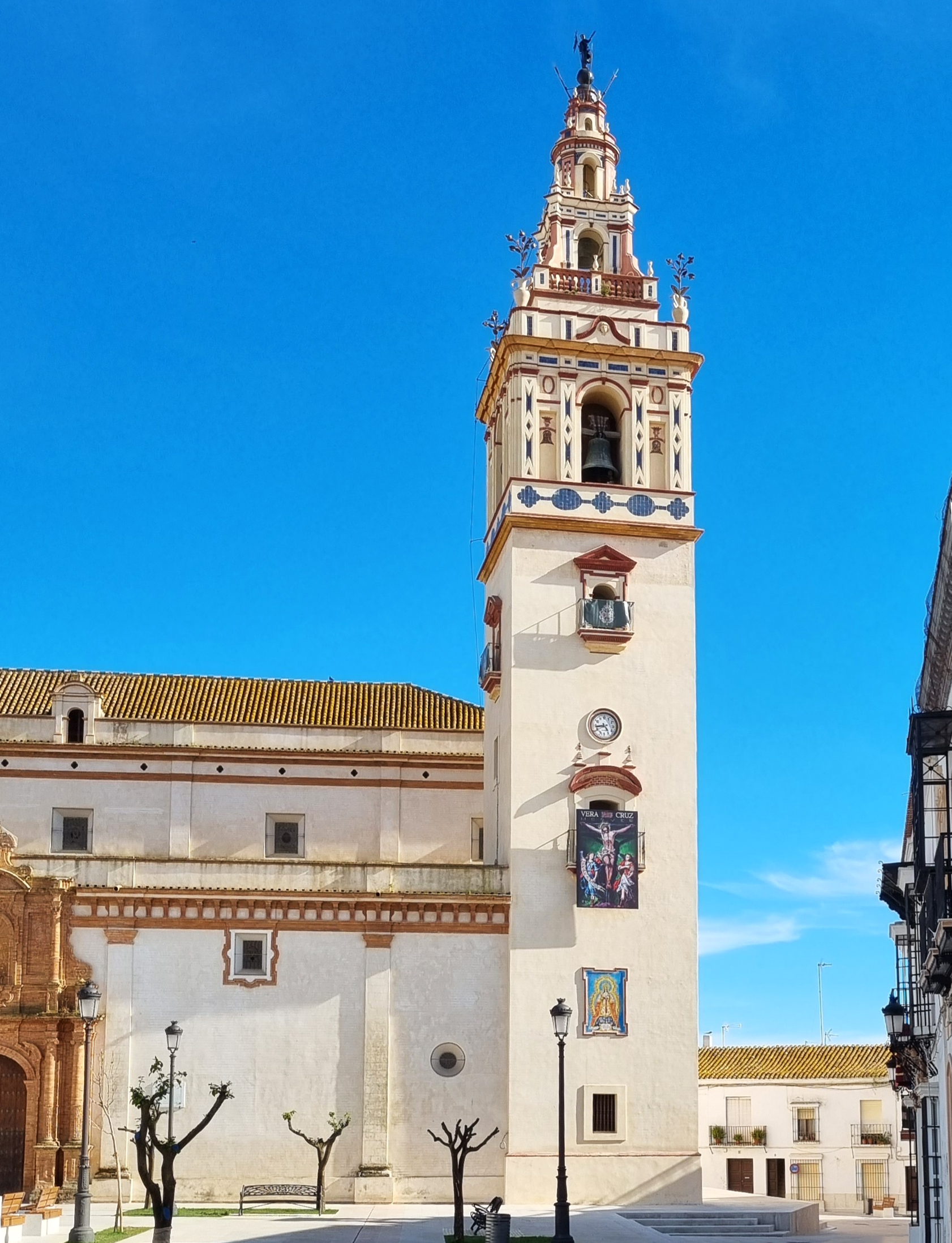
Torre de iglesia de Ntra. Sra. de la Granada de Moguer
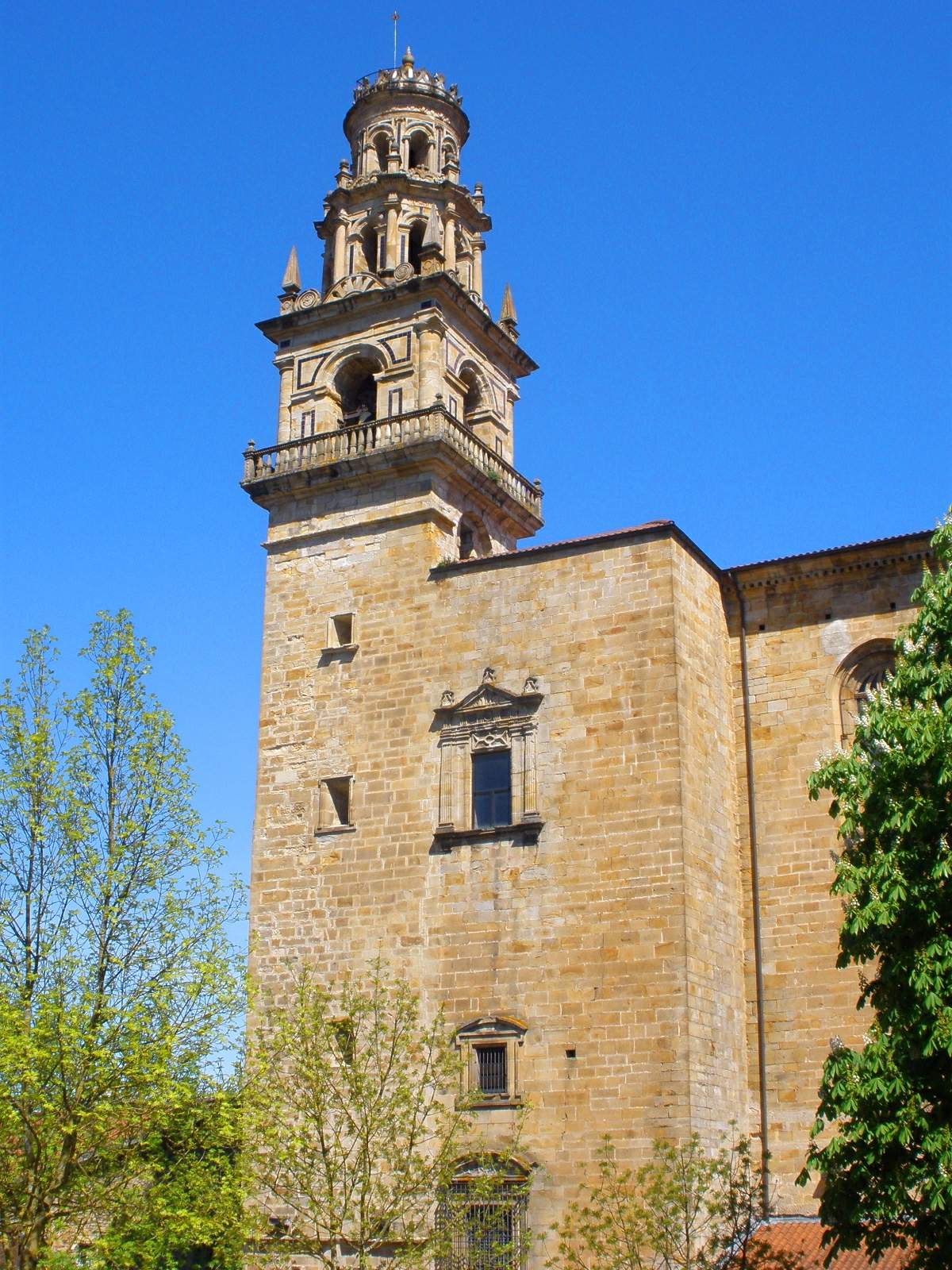
Torre de la basílica de la Purísima Concepción de Elorrio
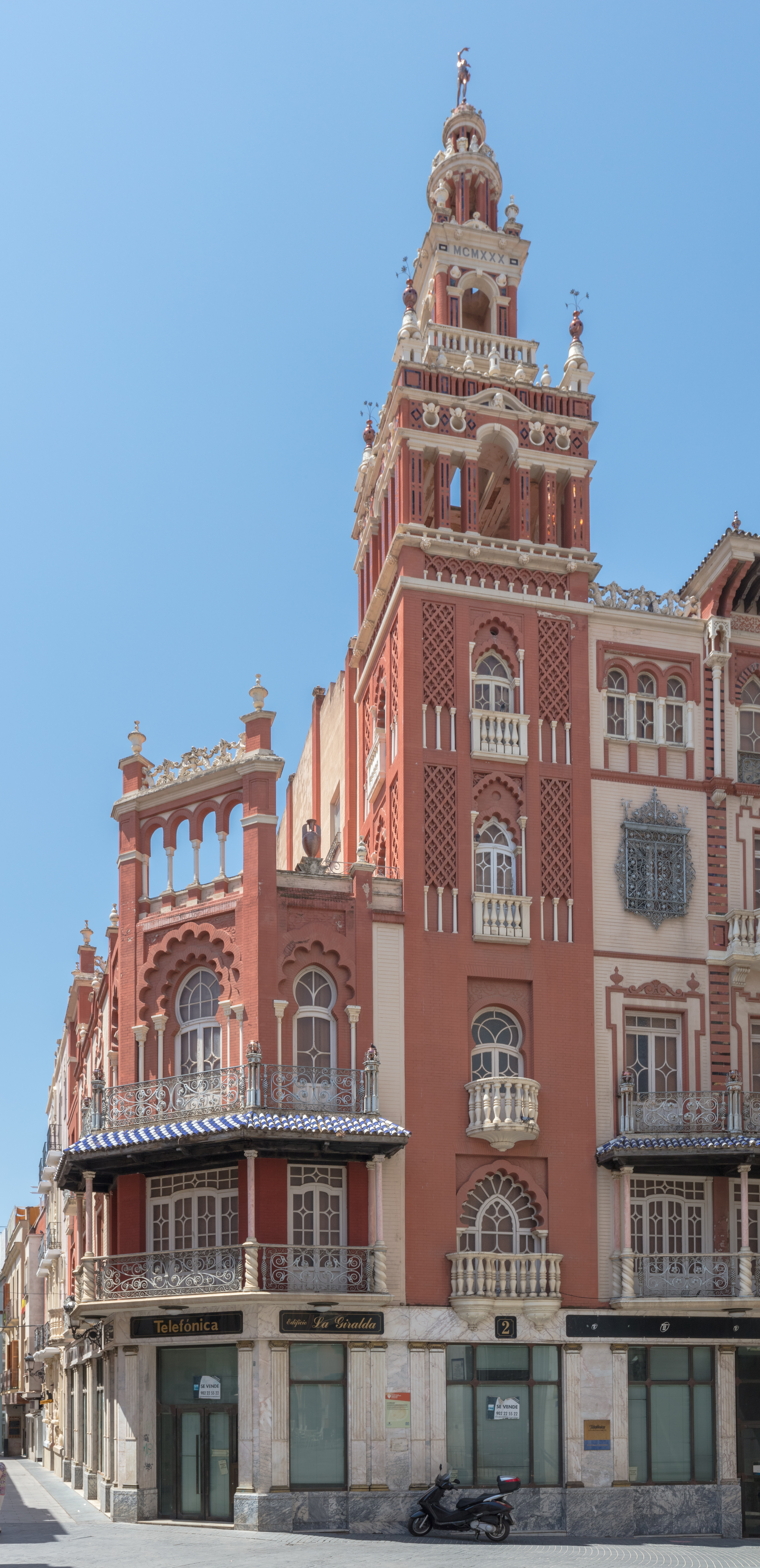
La Giralda de Badajoz
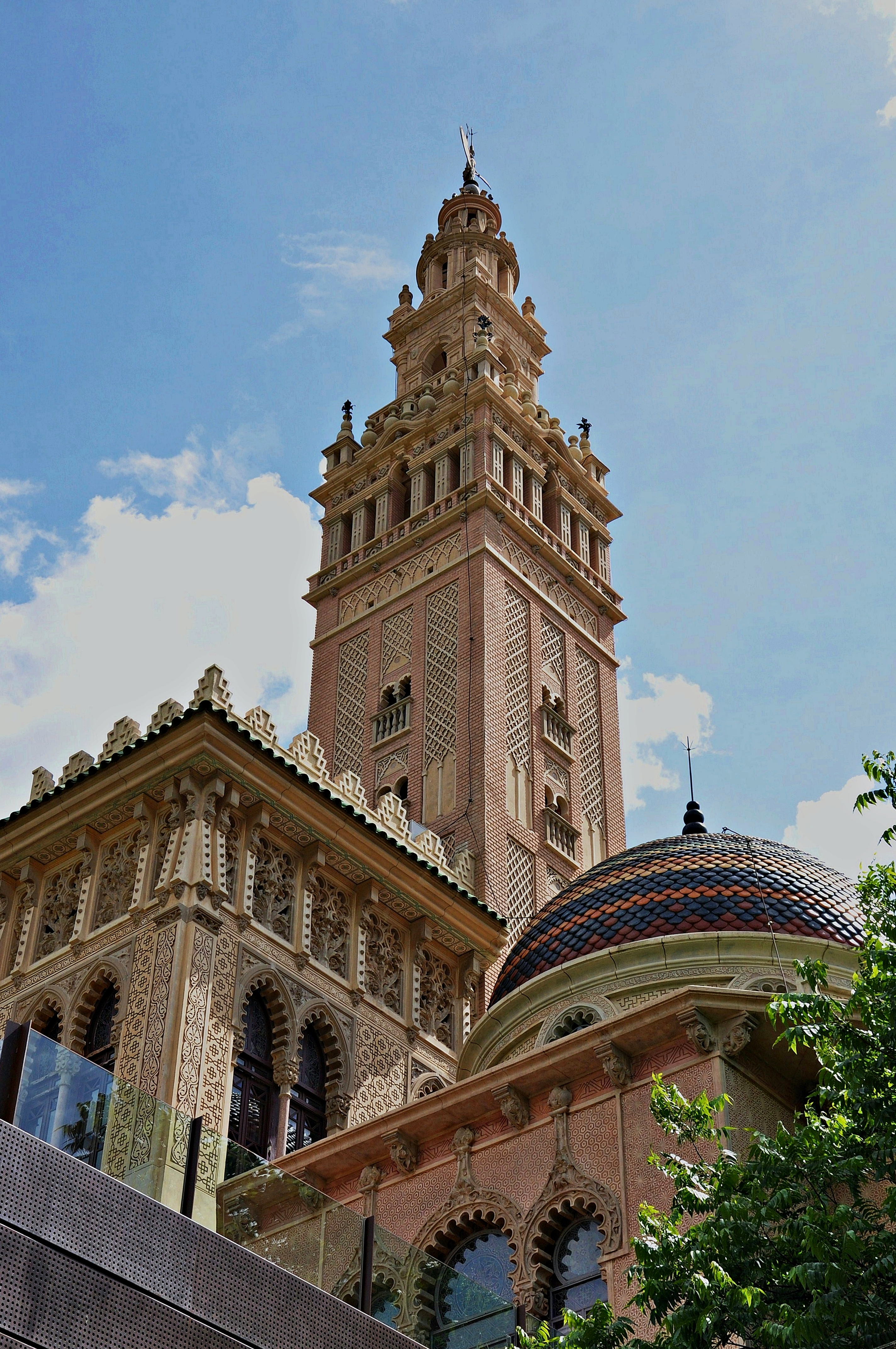
La Giralda de Arbós

### Francia
En la Exposición Universal de París del 1900 el Pabellón de España tenía una réplica de la Giralda.

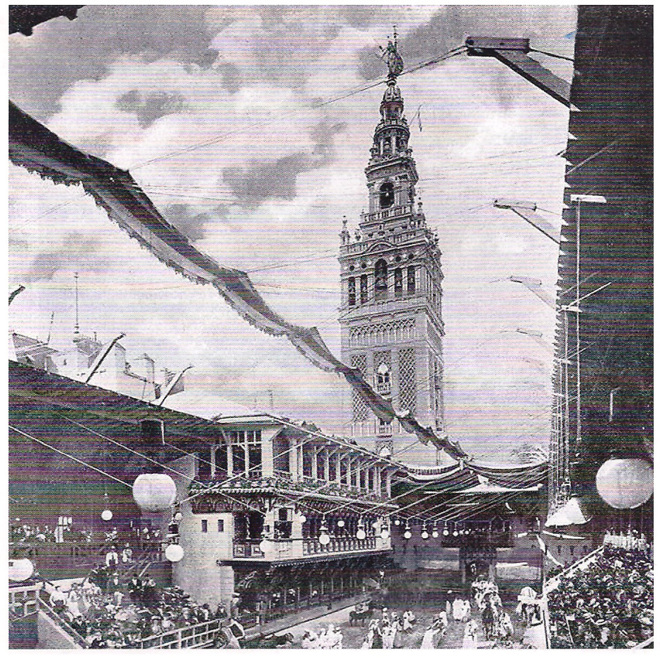
Pabellón de España de la Exposición Universal de París

### Bélgica
La torre de la biblioteca de la Universidad Católica de Lovaina está inspirada en la Giralda.

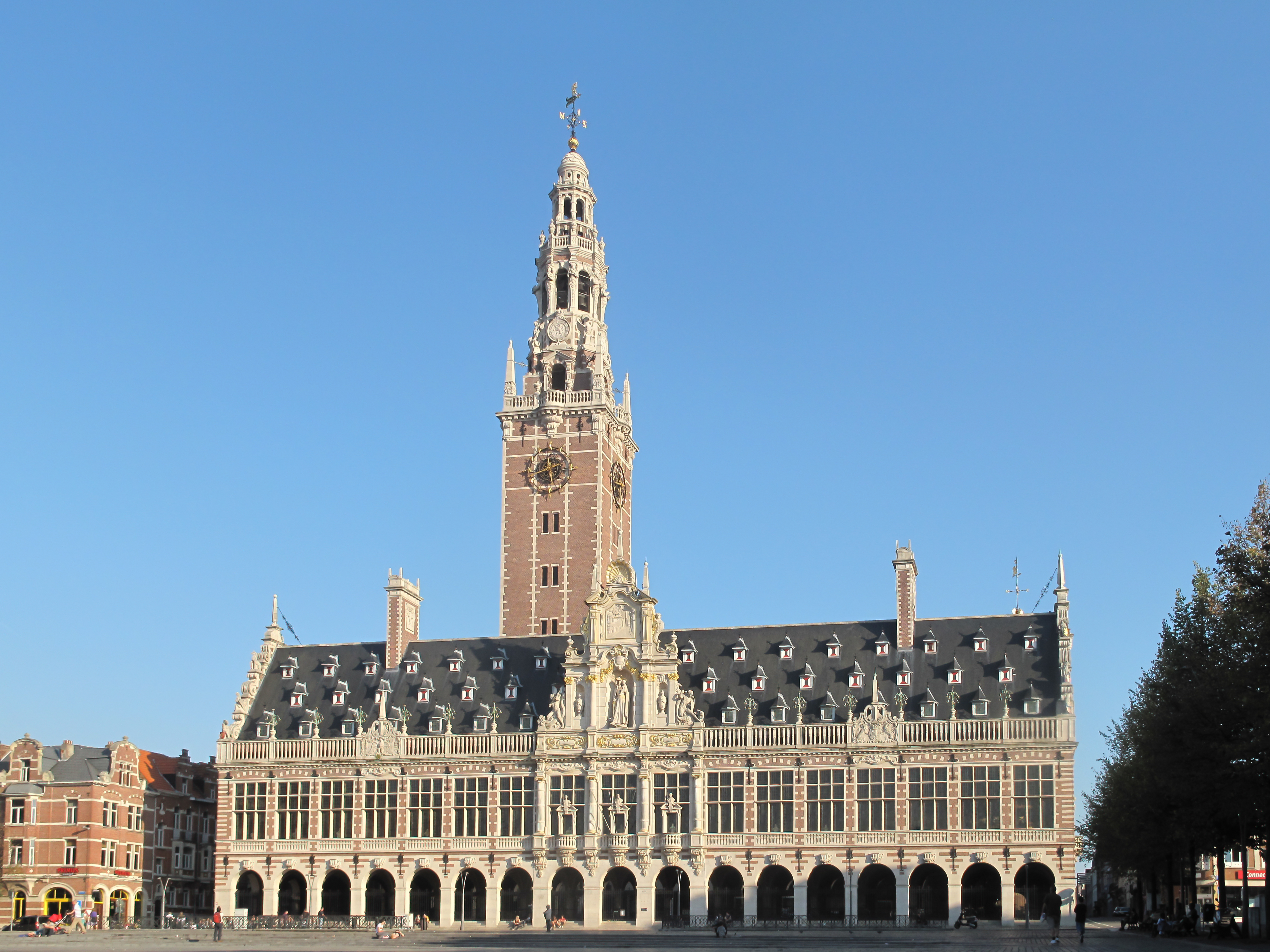
Biblioteca de la Universidad Católica de Lovaina

### Polonia
En Varsovia, Polonia, la torre del Palacio de la Cultura y de la Ciencia está inspirada en la Giralda.

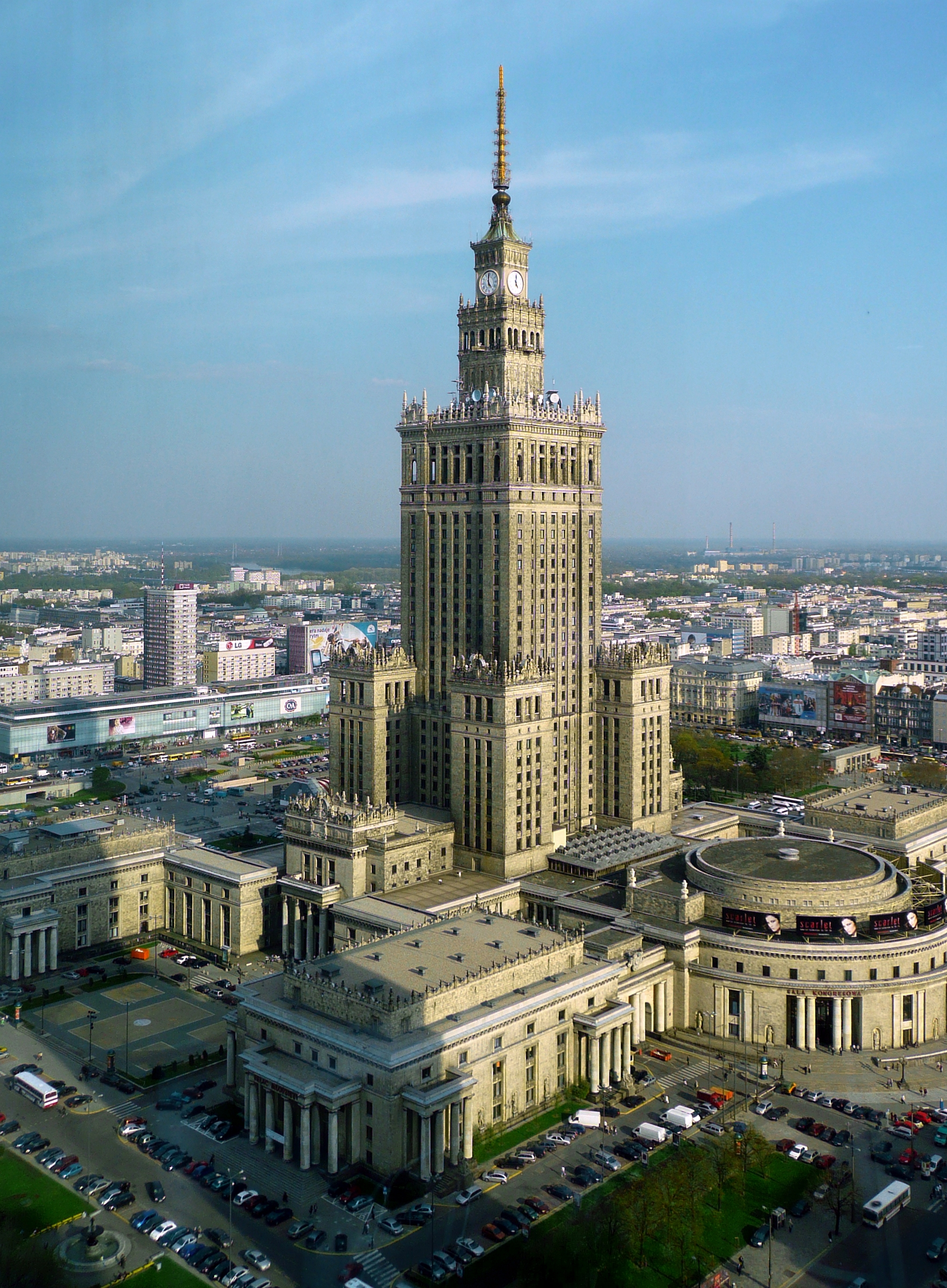
Palacio de la Cultura y de la Ciencia

### Estados Unidos

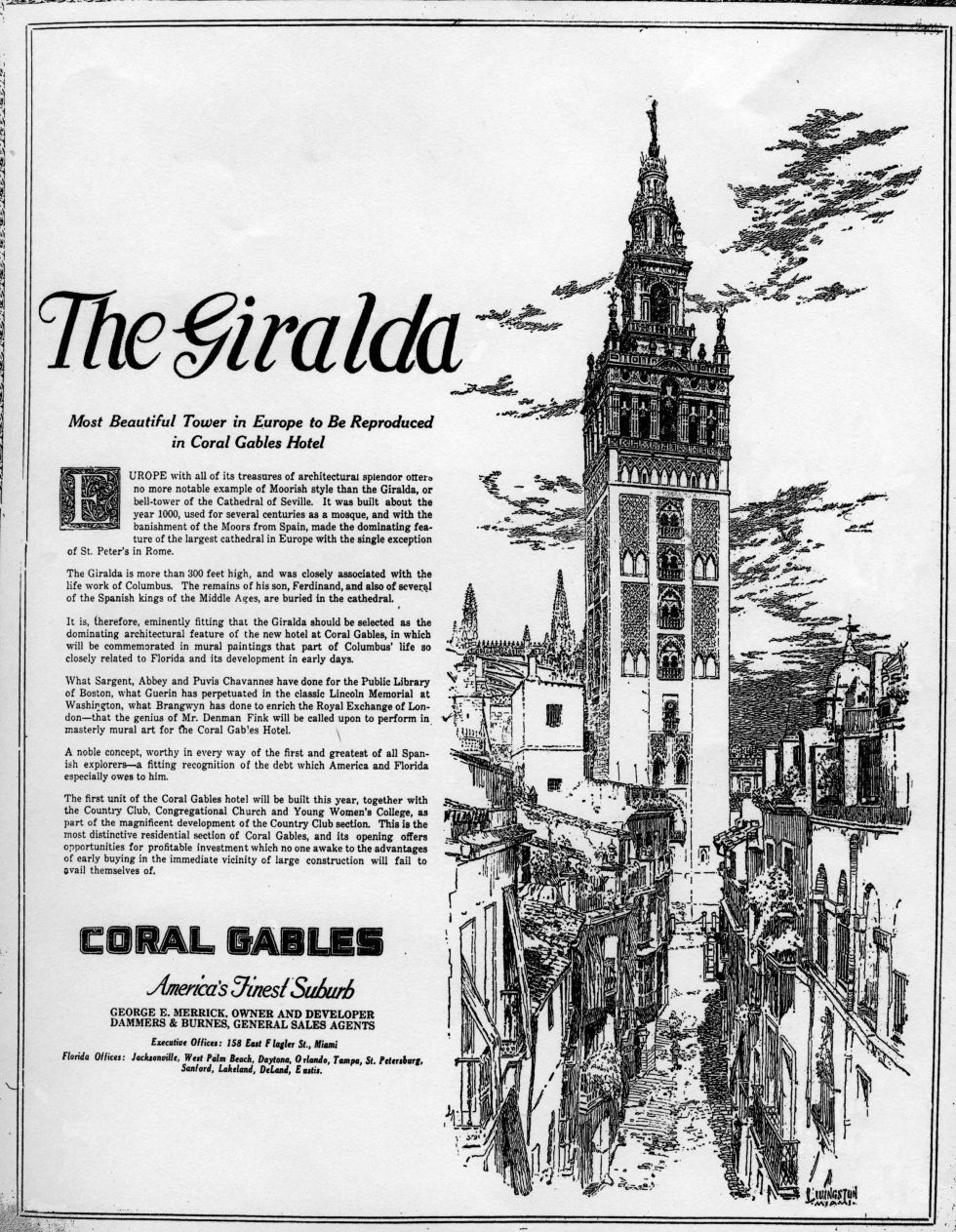
Anuncio de 1924 sobre la construcción del hotel Biltmore de Coral Gables.

En Estados Unidos, se construyó una Giralda en un edificio de la Exposición Mundial Colombina de Chicago de 1893, pero fue destruida por un incendio ese mismo año.
Se construyó una torre similar a la Giralda (1895) en el edificio del Ferry de San Francisco.
El segundo Madison Square Garden de Nueva York contaba con una réplica de la Giralda (1890) rematada por una estatua de la diosa Diana. Fue el edificio más alto de esa ciudad. En 1925 la Giralda neoyorquina fue derruida por el impago de unas hipotecas. Esa estatua de Diana se conserva en el Museo de Arte de Filadelfia. 
Kansas City se halla hermanada con Sevilla y exhibe una réplica de la Giralda (1967) de unos 40 metros en el centro comercial Country Club Plaza. La correspondencia en Sevilla es la estatua de un indio, llamada «El Explorador», en la avenida Kansas City.
En Toledo, Ohio, se levantó el edificio Nasby (1895), que era una réplica de la Giralda. En los años 60 el edificio fue reformado, perdiendo esta forma característica.
En Florida, la Torre de la Libertad (1925) de Miami, la torre del hotel Biltmore (1926) de Coral Gables y una de las torres Alhambra de Coral Gables están inspiradas en la Giralda. En Miami hubo otros dos hoteles que tenían torres similares a la Giralda, el Roney Plaza (construido en 1925 y demolido en 1968) y el Everglades (construido en 1926 y demolido en 2003).
También guardan parecido con la Giralda la torre de la Terminal (1930) de Cleveland y el edificio Wrigley (1924) de Chicago.

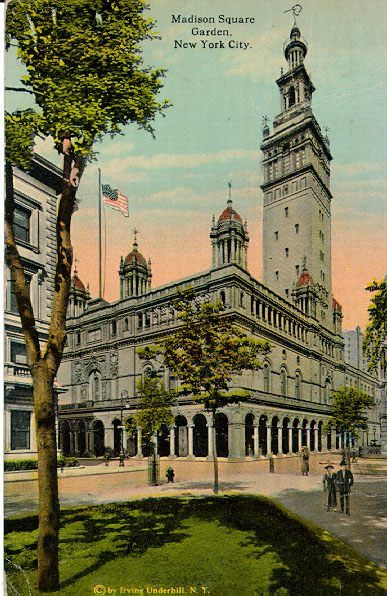
El antiguo Madison Square Garden de Nueva York
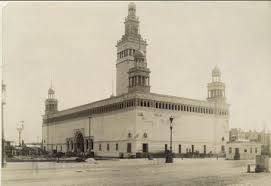
Edificio de la Exposición Mundial Colombina de Chicago
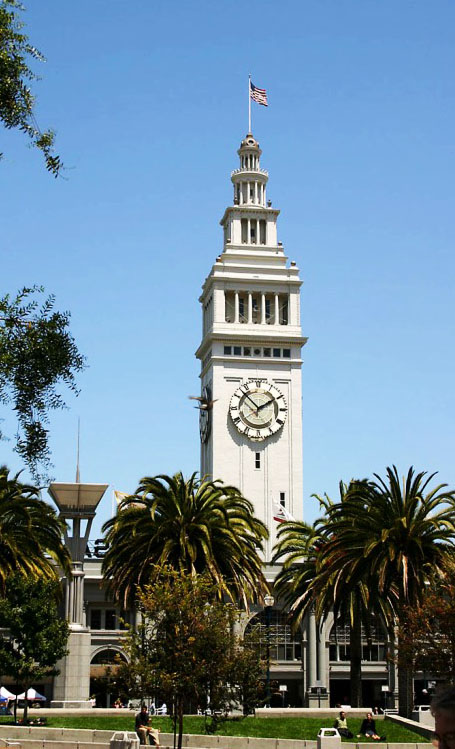
Torre del edificio del Ferry de San Francisco
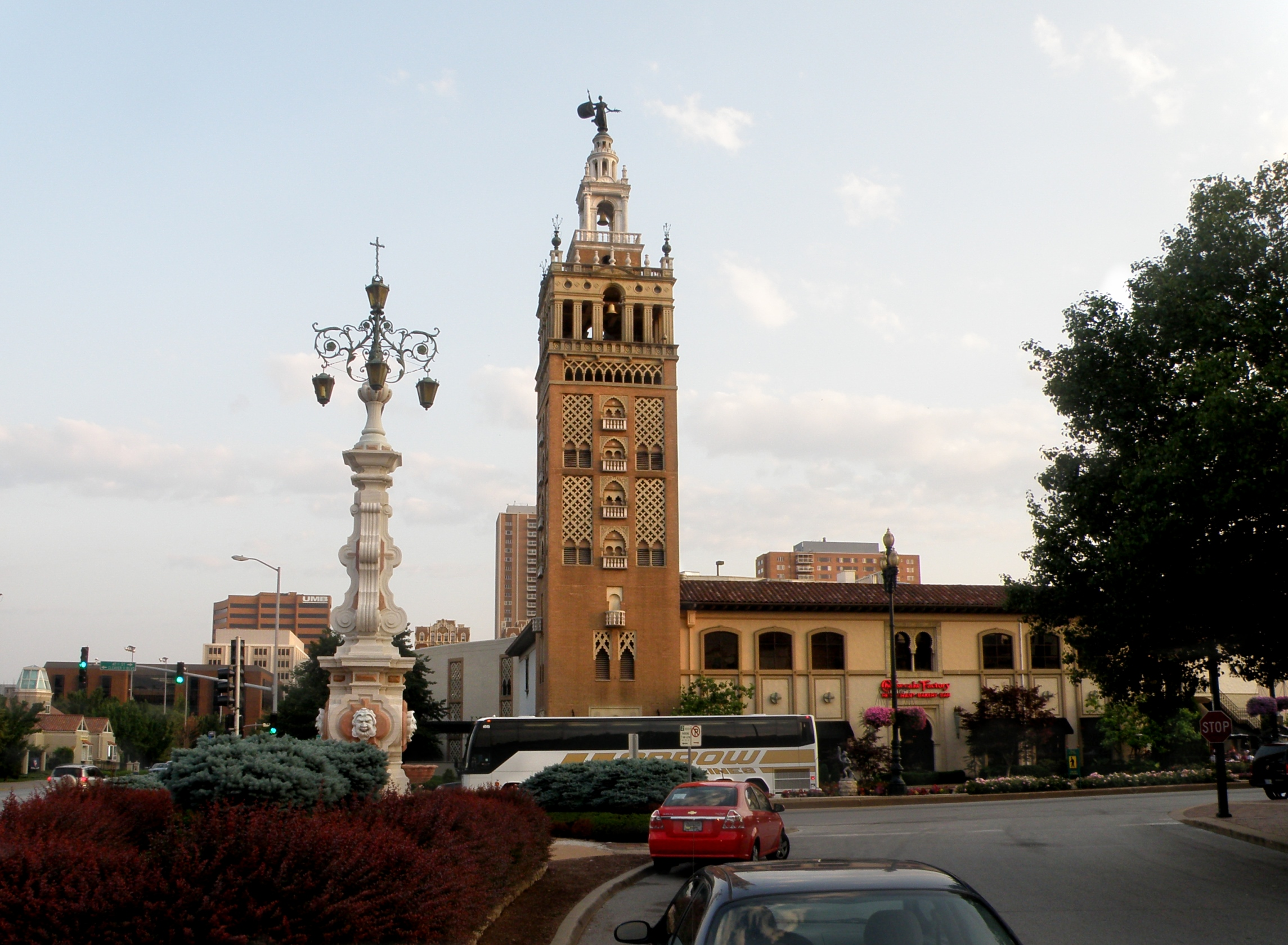
La Giralda de Kansas City
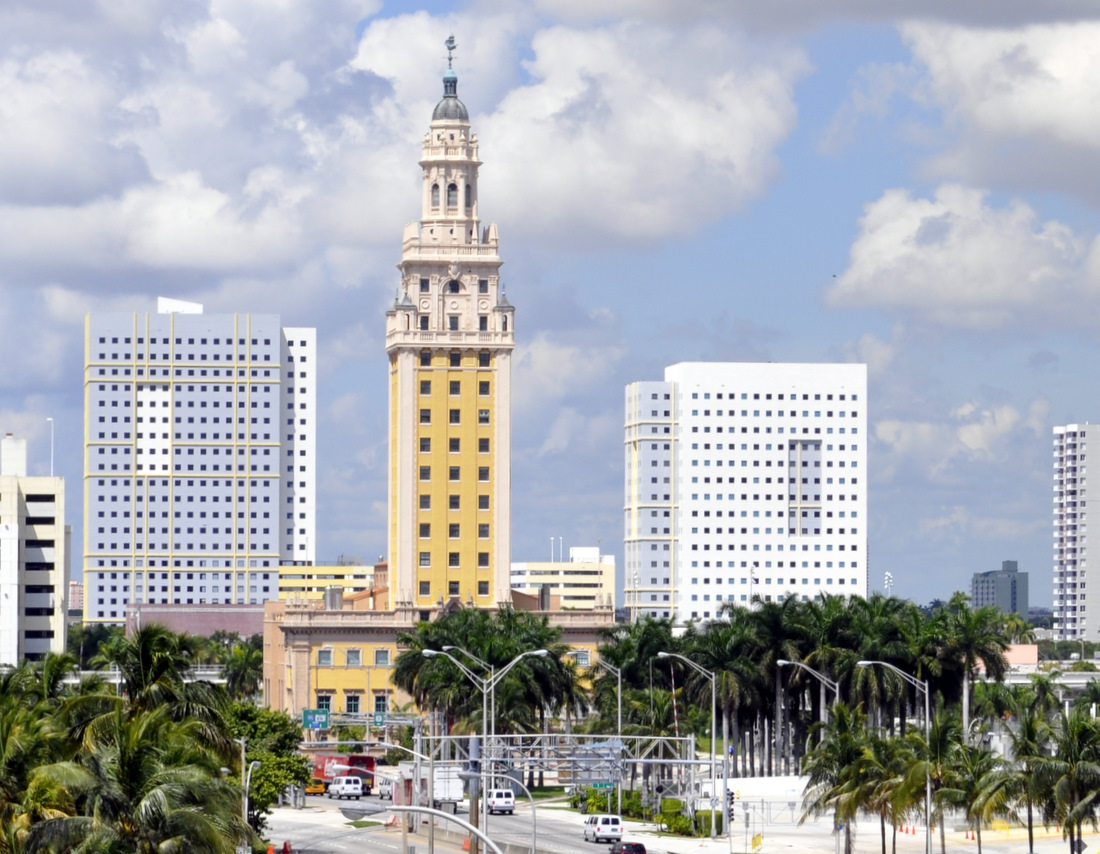
La torre de la Libertad de Miami
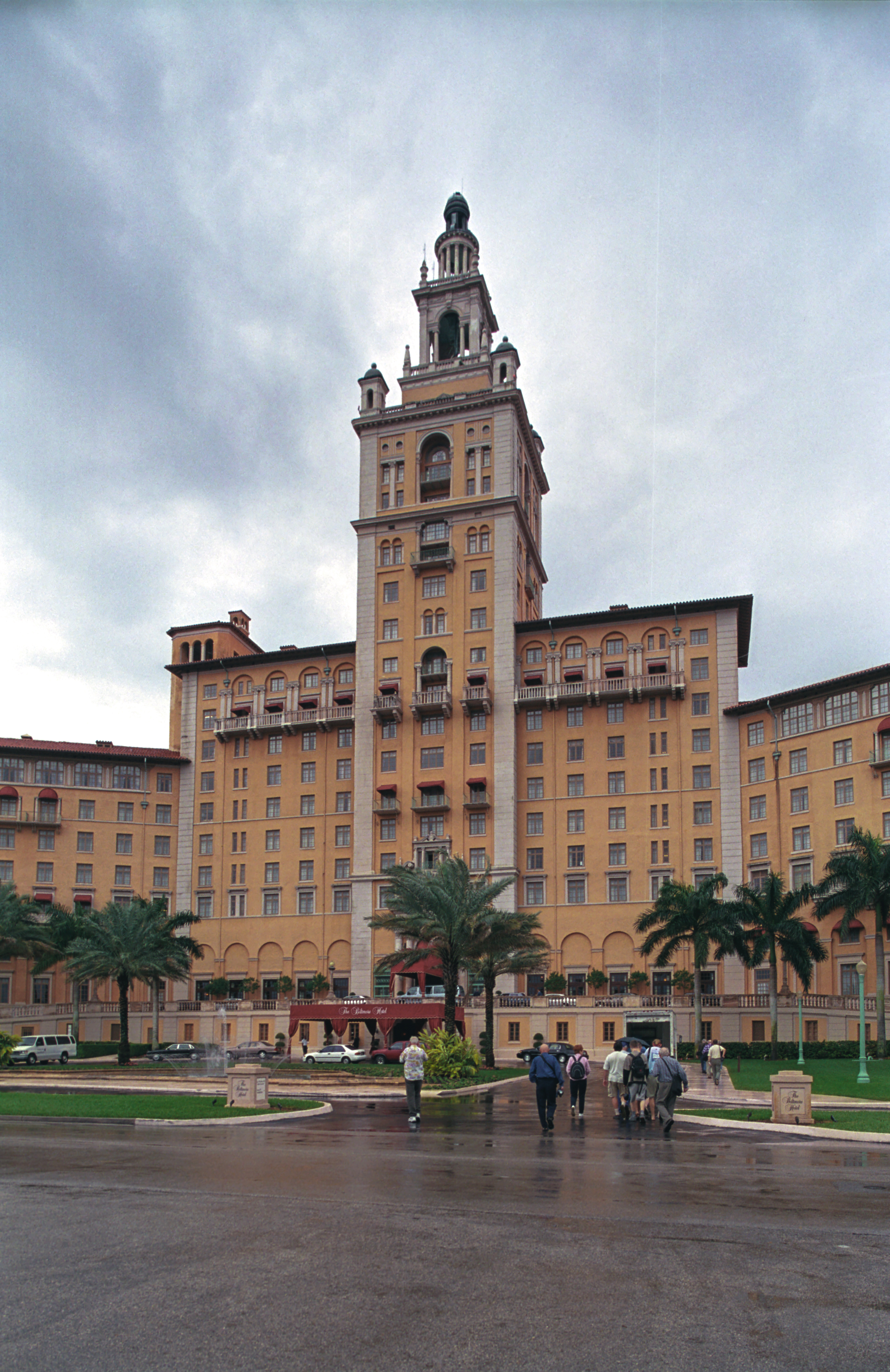
Hotel Biltmore de Coral Gables
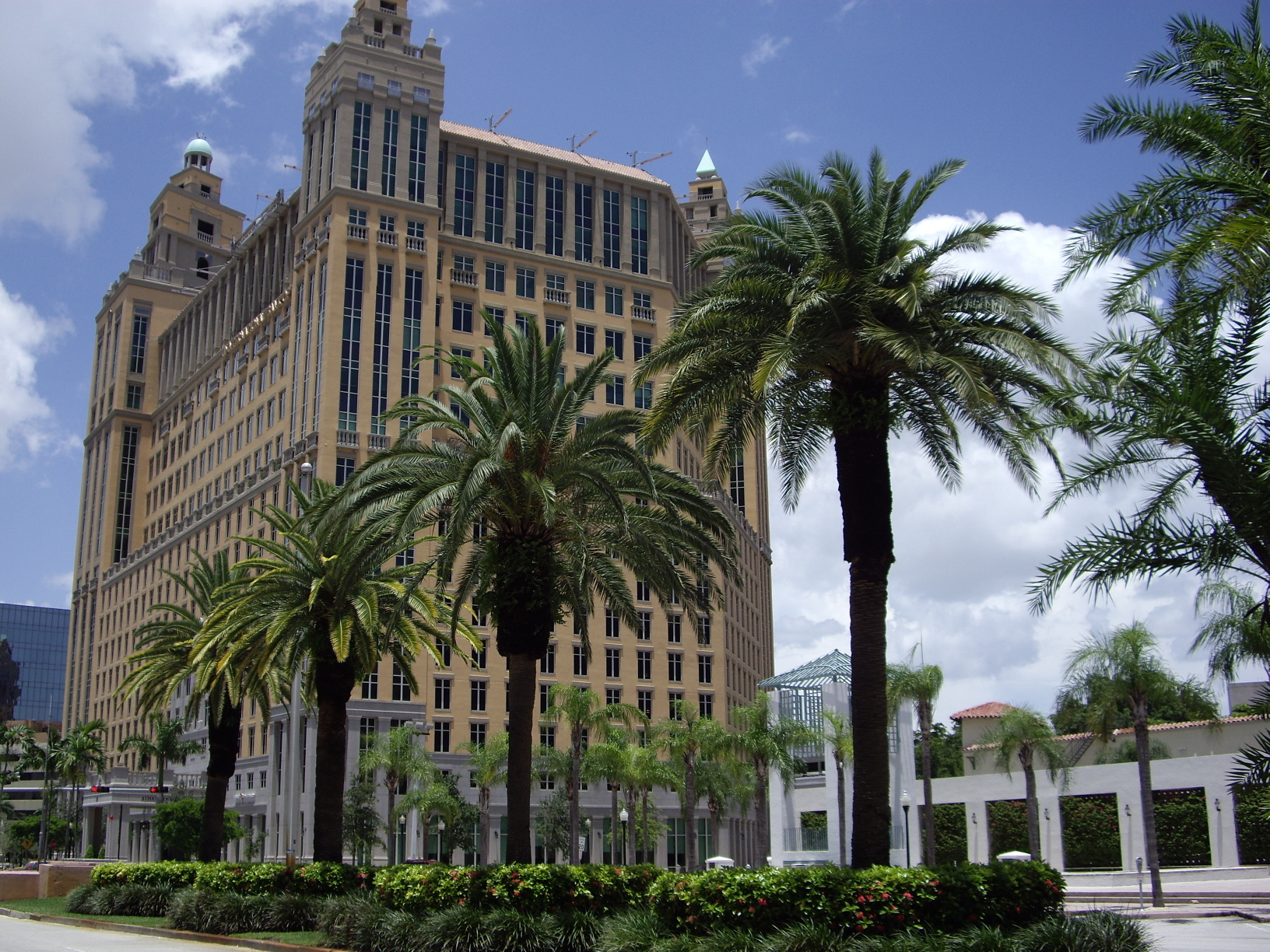
Torres Alhambra de Coral Gables
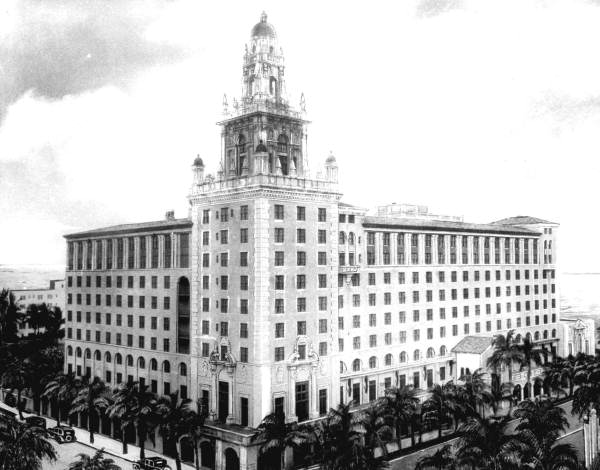
Hotel Roney Plaza de Miami
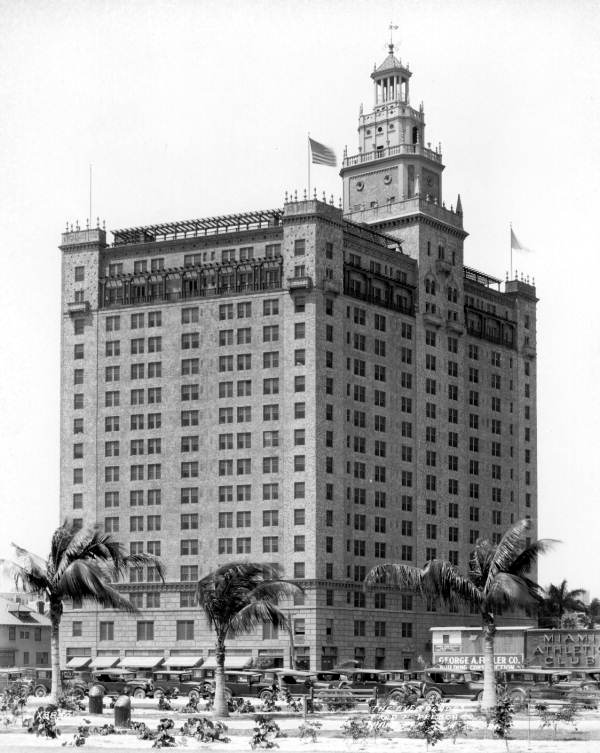
Hotel Everglades de Miami
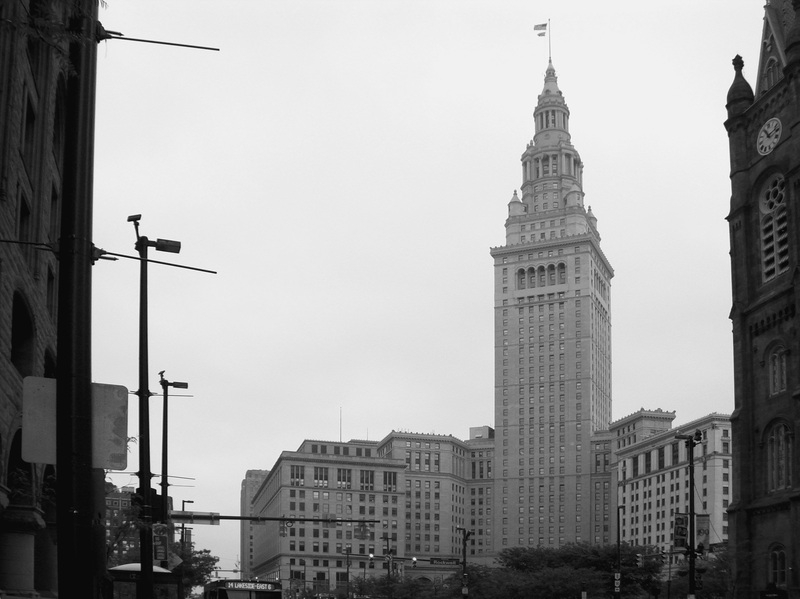
Torre de la Terminal de Cleveland
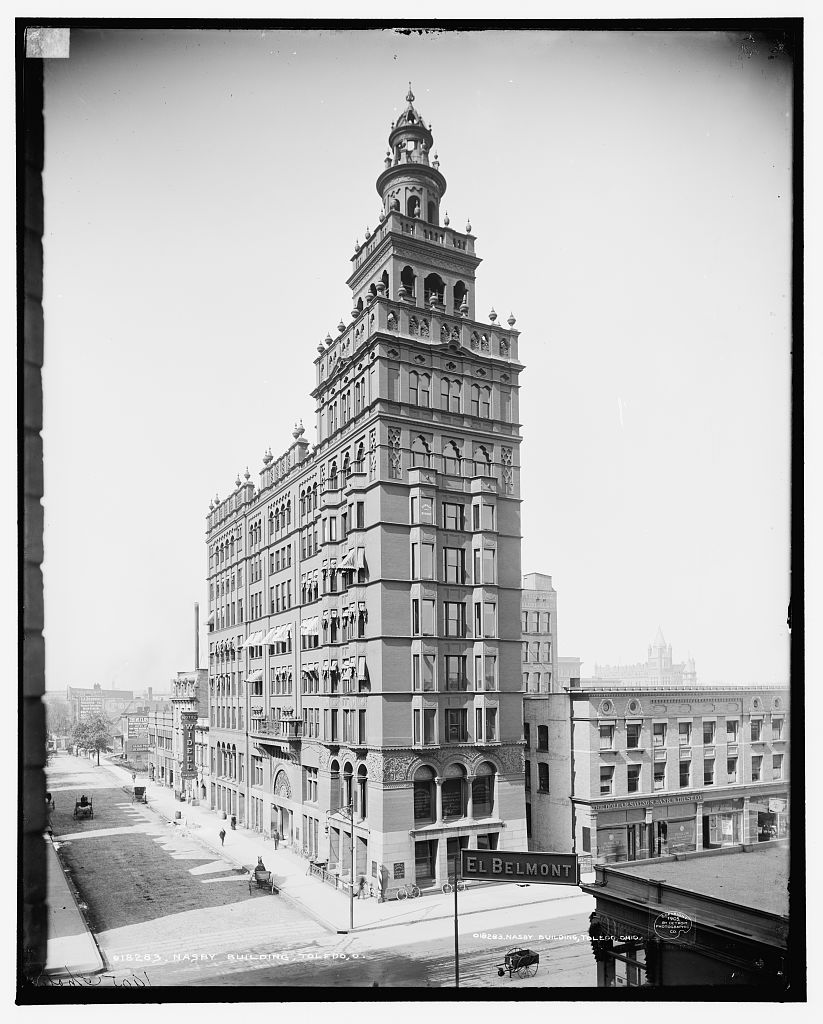
Edificio Nasby de Toledo, Ohio
Edificio Wrigley de Chicago

### Cuba
Hay una escultura, conocida como la Giraldilla, realizada en 1632, en el campanario del Castillo de la Real Fuerza de La Habana, en Cuba. La Giraldilla original se conserva en el Museo de La Habana y el castillo actualmente luce una réplica. La Giraldilla cubana ha inspirado el logo de la marca de ron Havana Club.

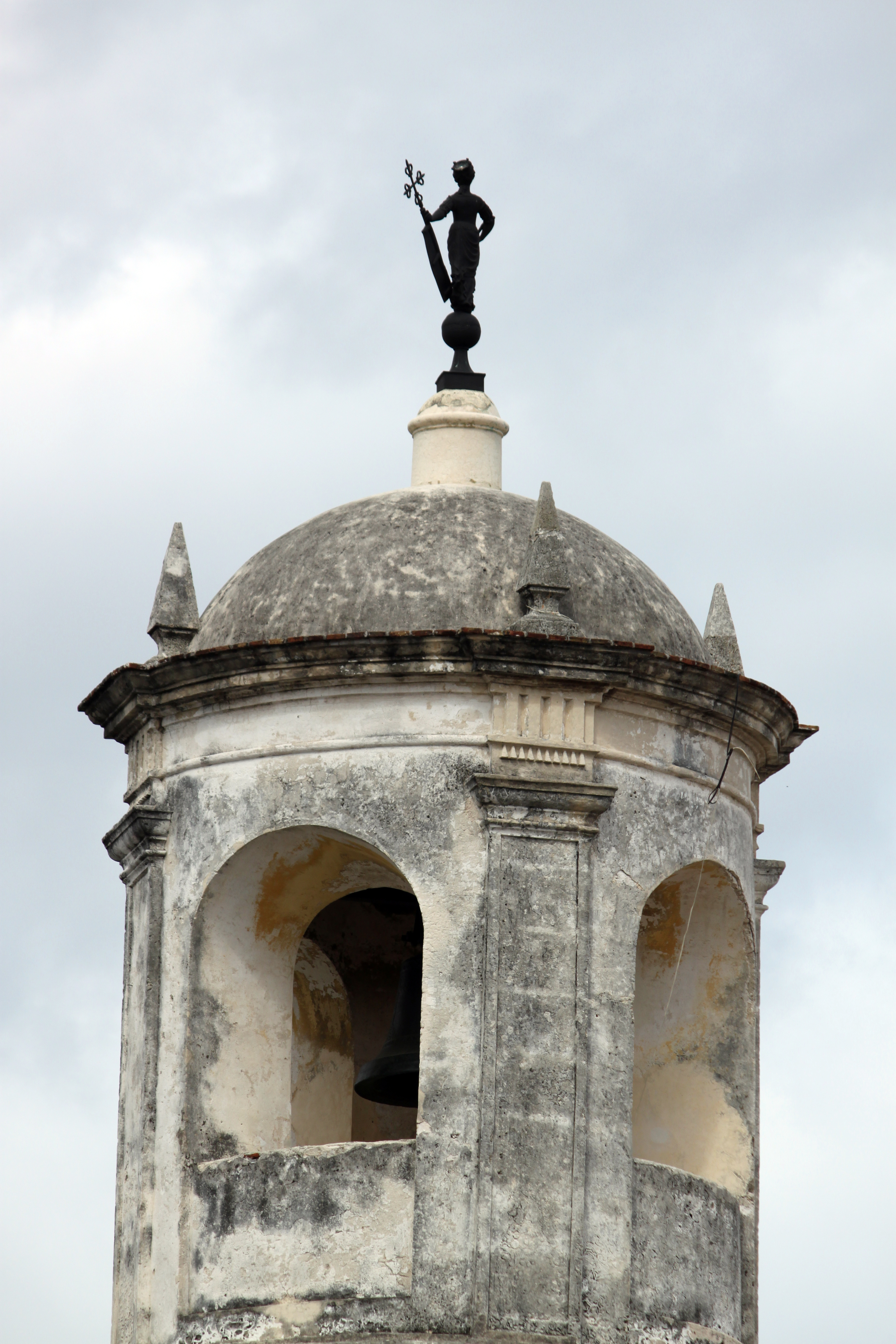
La Giraldilla del Castillo de la Real Fuerza de La Habana

## En la cultura popular

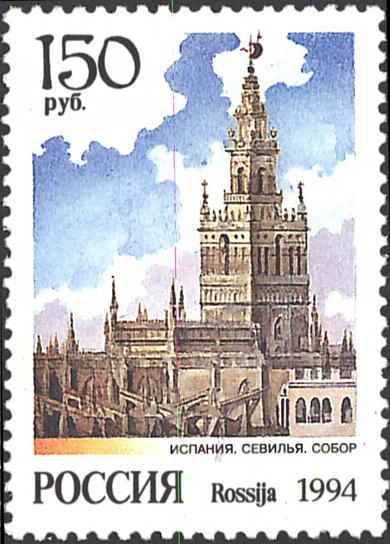
Sello ruso de 1994.

Desde que se finalizó la Giralda en 1568 su imagen, flanqueada por dos jarras de azucenas, ha sido usada como escudo de la archidiócesis y en algunos edificios civiles, como es el caso de las portadas más recientes de la Real Fábrica de Tabacos de Sevilla.
La torre es mencionada en la obra El viaje entretenido (1603) de Agustín de Rojas Villandrando y en El Quijote (1605) de Miguel de Cervantes, que residió en la ciudad durante algunas temporadas. Le han escrito poemas los conocidos escritores Juan Ramón Jiménez, los hermanos Álvarez Quintero y María de los Reyes Fuentes.
Entre el verano de 1932 y enero de 1933 el pasodoble Giralda, de Eduardo López Juarranz, fue un himno andalucista.
En 2013 apareció en el popular videojuego SimCity. Suele aparecer en las películas que están ambientadas en Sevilla, entre las que se incluyen las producciones de Hollywood Knight and Day (2010) y Assassin’s Creed (2016).
La Giralda inspiró, en el año 2007, la portada de la Feria de Abril. El diseño fue obra de Ricardo Hernández González.
En 1963 Correos emitió un sello con la Giralda. Hacia 1965 emitió otro sello donde aparecen la Giralda y la Puerta de la Concepción de la catedral. La imagen de la torre almohade aparece en otro sello español de 1998, conmemorativo de los 800 años de la Giralda. En 1994 Rusia emitió una serie de sellos con catedrales, en uno de los cuales aparece la Giralda.
En el siglo XX, el pintor Amalio García del Moral y Garrido realizó una serie de 365 cuadros de la Giralda, uno por cada día del año. De estos, 64 están expuestos en el Museo Pintor Amalio, en el barrio Santa Cruz.